# Boeing B-52 Stratofortress
El Boeing B-52 Stratofortress es un bombardero estratégico subsónico de largo alcance, propulsado por motores de reacción, fabricado por la compañía estadounidense Boeing, y que está en servicio en la Fuerza Aérea de los Estados Unidos (USAF) desde 1955.
A partir de la obtención del contrato el 5 de junio de 1946, el B-52 pasó por varias etapas de diseño; desde el primer prototipo de ala recta propulsado por seis motores turbohélice, hasta el prototipo final YB-52, de ala en flecha y propulsado por ocho turborreactores. El avión realizó su primer vuelo el 15 de abril de 1952 con «Tex» Johnston como piloto de pruebas.
El B-52 Stratofortress reemplazó gradualmente al Convair B-36 entre 1955 y 1959. Aunque fue construido para portar armas nucleares en las misiones de disuasión de la Guerra Fría, y tras haber participado en un gran número de guerras, el Stratofortress solamente ha lanzado municiones convencionales. Hoy en día sus capacidades de bombardeo convencional son más importantes para la consecución de los objetivos de la USAF, para los cuales su gran radio de acción y capacidad de carga de hasta 32 toneladas de armamento han probado su valía.
La USAF ha tenido a los B-52 en servicio activo desde 1955, inicialmente con el Mando Aéreo Estratégico. En 1992, con la disolución de ese mando, todos los aviones fueron absorbidos por el Mando de Combate Aéreo, y en 2009 pasaron a formar parte del recién creado Mando de Ataque Global de la Fuerza Aérea. Su mayor rendimiento a velocidades subsónicas elevadas y sus costes de operación relativamente bajos han mantenido al B-52 en servicio a pesar de la llegada de aviones más modernos con intención de reemplazarlo, como el experimental North American XB-70 Valkyrie, el supersónico Rockwell B-1 Lancer y el furtivo Northrop Grumman B-2 Spirit. En enero de 2005, el B-52 se convirtió en la segunda aeronave, después del bombardero británico English Electric Canberra, en cumplir 50 años en servicio continuado con su operador principal. En 2009, ya existían seis aviones formando parte de esa lista de longevidad; los otros cuatro son el Tupolev Tu-95 soviético, y los estadounidenses Lockheed C-130 Hercules, Boeing KC-135 Stratotanker, y Lockheed U-2.

## Desarrollo

### Origen
El 23 de noviembre de 1945, el Mando de Logística de la Fuerza Aérea estadounidense (predecesor del actual Mando de Material de la Fuerza Aérea) publicó las características de rendimiento deseadas para un nuevo bombardero estratégico «capaz de llevar a cabo la misión estratégica sin depender de bases avanzadas e intermedias controladas por otros países». El avión iba a tener una tripulación de cinco hombres además de los artilleros de torreta, y un sexto tripulante de relevo. Se le requería una velocidad de crucero de 480 km/h a 10 400 m (34 000 pies) y un radio de combate de 8000 km. El armamento iba a consistir en un número no especificado de cañones de 20 mm y 4500 kg de bombas. El 13 de febrero de 1946, la Fuerza Aérea de Estados Unidos emitió las invitaciones a licitación para esas especificaciones, con la consiguiente presentación de propuestas por parte de los fabricantes Boeing, Consolidated Aircraft y Glenn L. Martin Company.

### Primeros diseños

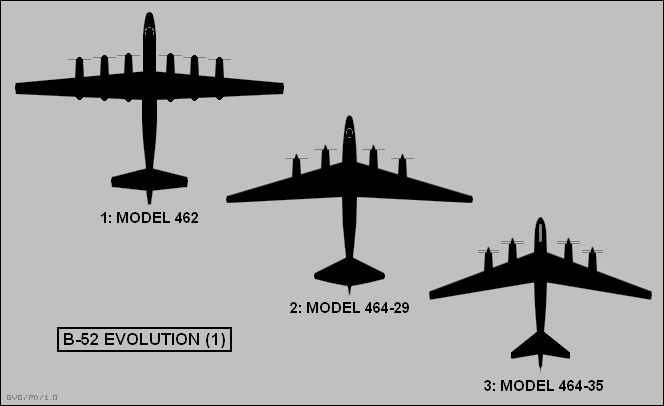
Model 462 (1946) (1),
Model 464 (2) y
Model 464-35 (1948) (3).

El 5 de junio de 1946, el Model 462 de Boeing, un avión de ala recta propulsado por seis motores turbohélice Wright T35, un peso bruto de 160 000 kg y un radio de combate de 5010 km, fue declarado como el vencedor del concurso. El 28 de junio del mismo año, Boeing recibió un contrato por 1,7 millones de dólares (de 1946) para construir una maqueta a escala completa del nuevo avión y realizar la ingeniería y las pruebas preliminares. Sin embargo, en octubre de 1946, la Fuerza Aérea comenzó a expresar su preocupación por el gran tamaño del avión y su incapacidad para cumplir con los requisitos de diseño especificados. Como respuesta, Boeing creó el Model 464, una versión más pequeña de cuatro motores con un peso bruto de 105 000 kg, el cual fue considerado aceptable, pero solo por un breve periodo de tiempo.
Entonces, en noviembre de 1946, el subjefe de Estado Mayor del Aire para Investigación y Desarrollo, el general Curtis LeMay, expresó el deseo de que tuviera una velocidad de crucero de 645 km/h, a lo que Boeing respondió con otro avión de 140 000 kg. En diciembre de ese año, se le pidió a Boeing que cambiara su diseño a un bombardero cuatrimotor con una velocidad máxima de 645 km/h, un alcance de unos 19 000 km, y con capacidad para portar armas nucleares. El avión podría llegar a pesar un máximo de 220 000 kg. Boeing respondió con dos modelos propulsados por los turbohélice T35; el Model 464-16, que era un bombardero exclusivamente nuclear con una carga útil de 4500 kg, y el Model 464-17, que era un bombardero de propósito general con una carga útil de 40 000 kg. Debido al coste asociado a adquirir dos aviones especializados, la Fuerza Aérea seleccionó el Model 464-17 con el acuerdo de que podría ser adaptado para ataques nucleares.

### Cambio de los requisitos

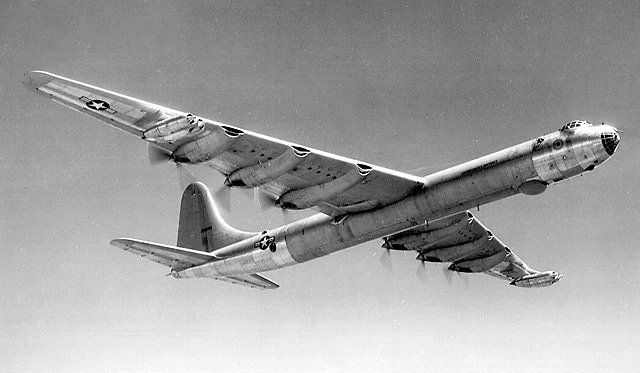
Convair B-36 Peacemaker, modelo al que tenía que sustituir el B-52.

En junio de 1947, los requerimientos militares fueron actualizados y el Model 464-17 ya no cumplía con todos, no tenía suficiente alcance. Se hacía obvio para la Fuerza Aérea que, incluso con actualizaciones de rendimiento, el XB-52 sería obsoleto ya en el momento en que entrara en producción y ofrecería poca mejora sobre el Convair B-36, al que debería sustituir. Como resultado, todo el proyecto fue paralizado durante seis meses. Durante ese tiempo, Boeing continuó perfeccionando el diseño obteniendo como resultado el Model 464-29 con una velocidad máxima de 730 km/h y un alcance cercano a los 8500 km (5000 millas). En septiembre de 1947, se convocó el Comité de Bombardeo Pesado (Heavy Bombardment Committee) para determinar los requerimientos de rendimiento para un bombardero nuclear. Formalizados el 8 de diciembre de 1947, estos pedían una velocidad máxima de unos 800 km/h y un alcance de unos 13 000 km, mucho más allá de las capacidades del 464-29.
La cancelación total del contrato de Boeing el 11 de diciembre de 1947 se evitó por una petición de su presidente William McPherson Allen, y en enero de 1948, Boeing recibió instrucciones de explorar a fondo las innovaciones tecnológicas recientes, incluyendo el reabastecimiento en vuelo y el ala volante. Viendo la poca estabilidad y los problemas de control que Northrop había experimentado con sus prototipos de bombardero de tipo ala volante YB-35 e YB-49, Boeing insistió en un avión convencional, y en abril de 1948 presentó una propuesta de 30 millones de dólares (de 1948) para el diseño, la construcción, y las pruebas de dos prototipos Model 464-35. Nuevas revisiones de las especificaciones durante 1948 dieron como resultado un avión con una velocidad máxima de 825 km/h a 10 700 m (35 000 pies), un alcance de 11 125 km, y un peso bruto de 125 000 kg incluyendo los 4500 kg de bombas y los 75 225 litros de combustible.

### Incorporación de los motores de reacción

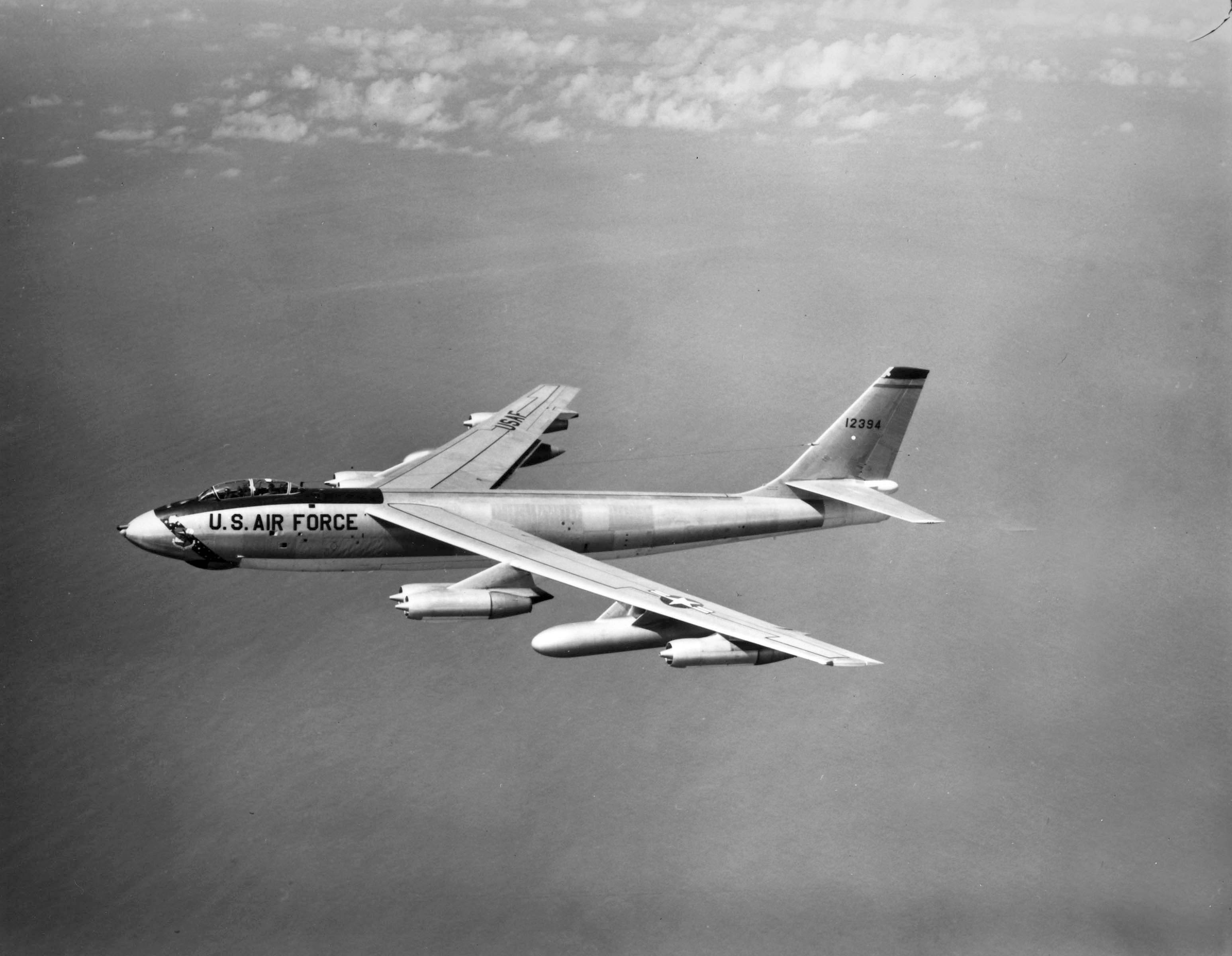
Boeing B-47 Stratojet, modelo en el que se basó el B-52.

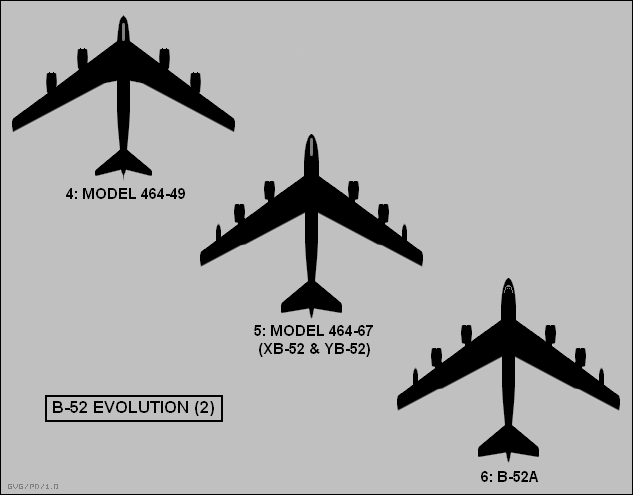
Model 464-49 (1949) (4),
Model 464-67/XB-52/YB-52 (5) y
B-52A (1952) (6).

En mayo de 1948, el Mando de Material pidió a Boeing que incorporara en el diseño el anteriormente descartado, pero ahora más eficiente, motor de reacción. Esto dio lugar al desarrollo de otra revisión del proyecto de Boeing. En julio de 1948, el Model 464-40 sustituyó los turbohélices por turborreactores Westinghouse J40. Sin embargo, el 21 de octubre de 1948, se le dijo a Boeing que creara un avión completamente nuevo usando los turborreactores un poco más modernos Pratt & Whitney J57.
El 25 de octubre, los ingenieros de Boeing elaboraron la propuesta para el modelo 464-49 acompañada de una maqueta tallada a mano. El nuevo diseño fue construido sobre el diseño básico del B-47 Stratojet con ala en flecha de 35°, ocho motores montados por parejas en cuatro soportes subalares, y tren de aterrizaje principal de cuádruple biciclo con dos ruedas adicionales bajo el ala. Se preveía que el avión superara todas las especificaciones del diseño. Aunque la inspección de la maqueta a tamaño completo en abril de 1949 fue en general favorable, el alcance se convirtió de nuevo en una preocupación, ya que los turborreactores J40 y J57 tenían un consumo de combustible excesivo.

### La decisión final

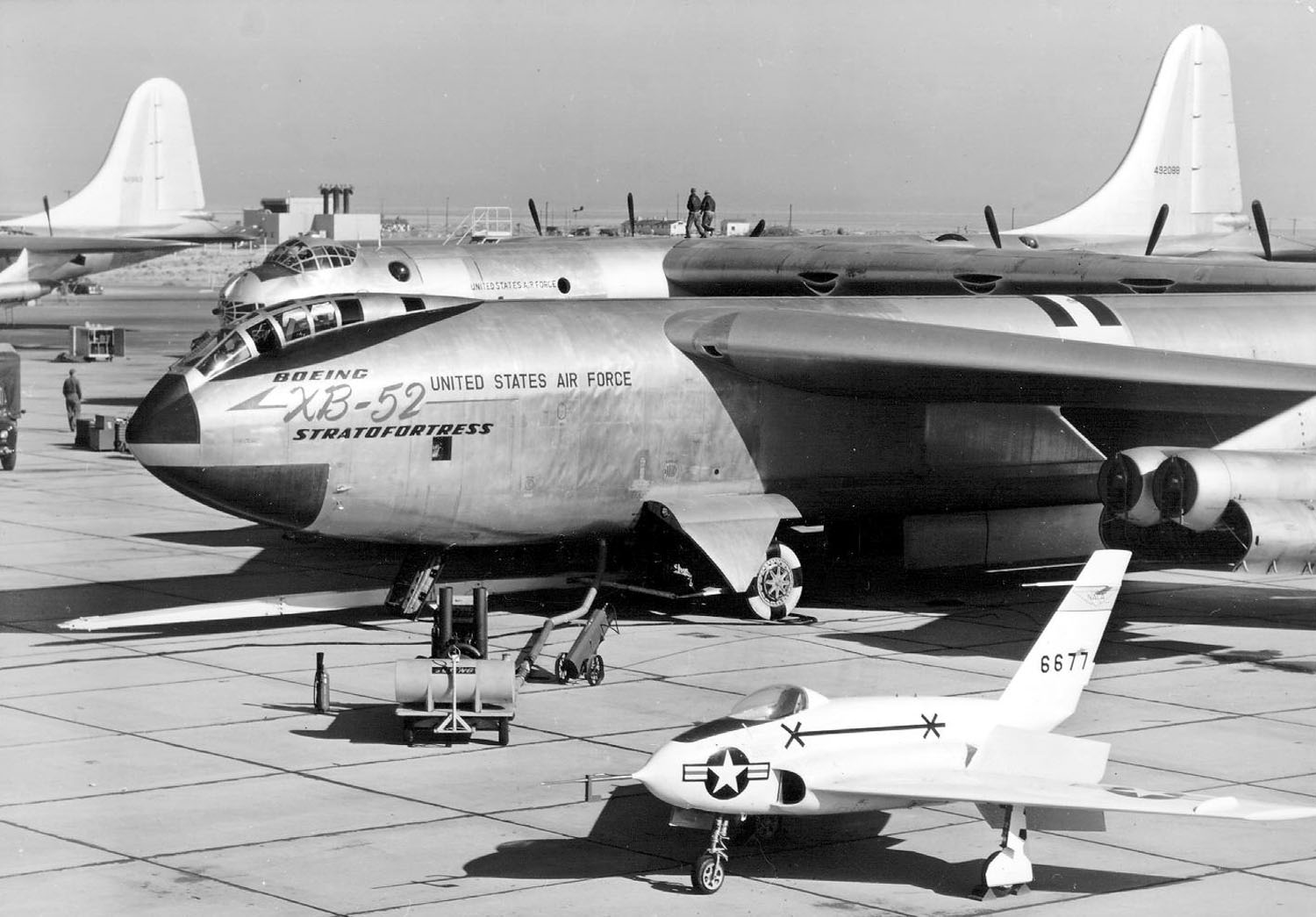
Prototipo XB-52 en la pista de vuelo (X-4 Bantam delante, B-36 detrás).

A pesar de hablarse de otra revisión de especificaciones o incluso un concurso de diseño completo entre los fabricantes de aviones, el general LeMay, ahora a cargo del Mando Aéreo Estratégico, insistió en que el rendimiento no debía verse comprometido debido a los retrasos en el desarrollo de los motores. En un último intento para aumentar el alcance, Boeing creó el modelo más grande 464-67, indicando que una vez en producción el alcance podía ser incrementado aún más con subsiguientes modificaciones. Después de varias intervenciones directas de LeMay, el 14 de febrero de 1951 se le concedió a Boeing un contrato para la producción de 13 aviones B-52A y 17 pods de reconocimiento (un pod es una carcasa desmontable que contiene algún tipo de dispositivo que se le acopla a la aeronave, en este caso incluiría cámaras de reconocimiento). El último cambio importante en el diseño, también por insistencia del general LeMay, fue la sustitución de los asientos en tándem con cabina de burbuja con marcos del estilo B-47 por una cabina más convencional de asientos lado a lado que incrementaría la efectividad del copiloto y reduciría la fatiga de la tripulación. Este cambio afectaría a los aviones de producción, ya que los prototipos XB-52 mantenían la configuración de cabina original.

### Primer vuelo y pruebas con los prototipos

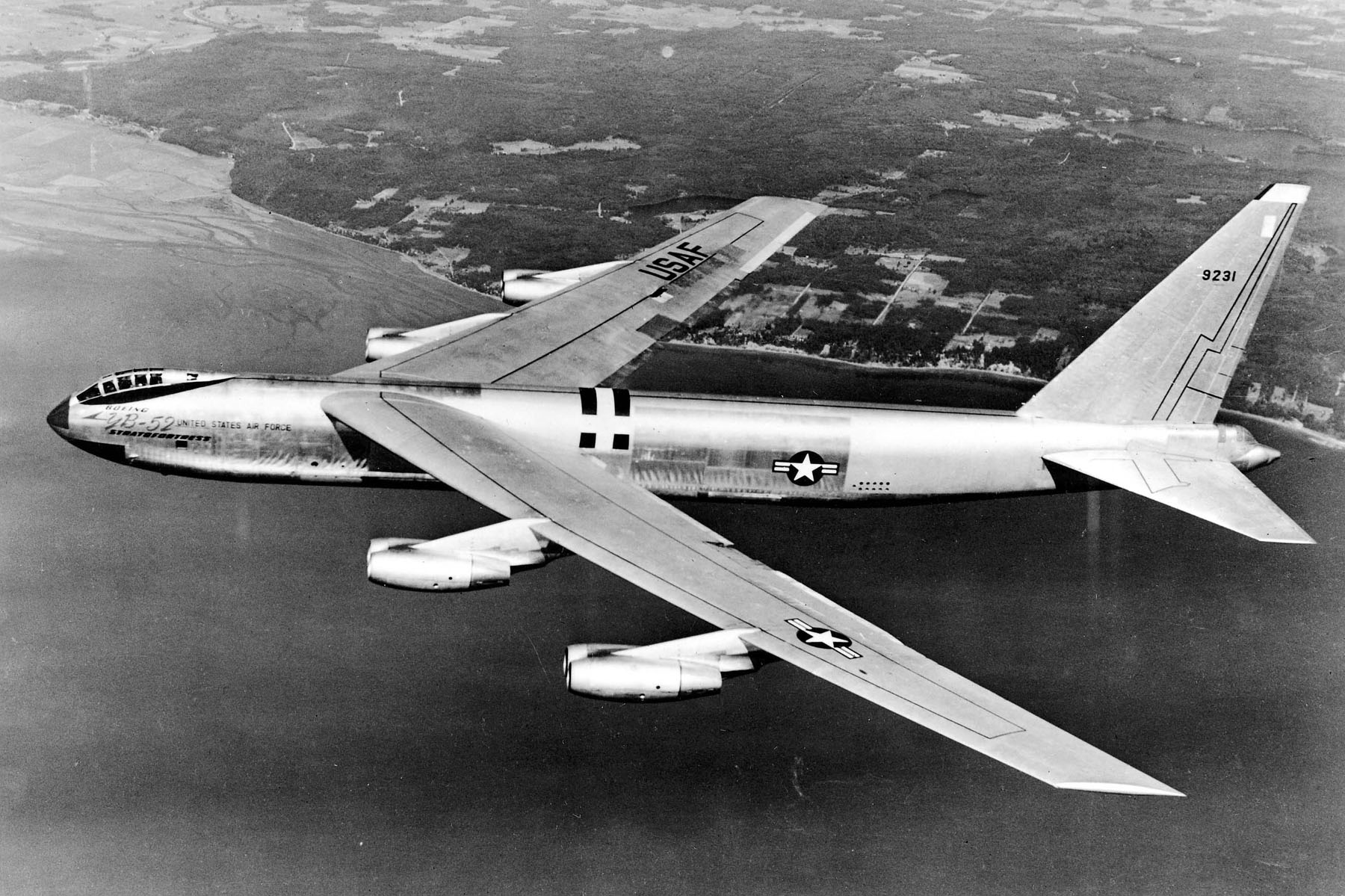
Avión de pruebas YB-52, con cabina de burbuja similar a la del B-47 Stratojet.

Las pruebas en tierra realizadas el 29 de noviembre de 1951 sobre el prototipo XB-52 provocaron un fallo del sistema neumático del avión durante unas comprobaciones a máxima presión, que tuvo como resultado una explosión que dañó gravemente el borde de fuga del ala. El prototipo fue devuelto a la nave de producción para ser reparado. Por culpa de este percance se continuó probando con el YB-52, el segundo XB-52 modificado con más equipamiento operacional, y realizó su primer vuelo el 15 de abril de 1952. Fue un vuelo de 2 horas y 21 minutos desde Renton Field en Renton, Washington, hasta la Base de la Fuerza Aérea Larson (en el mismo estado) con el piloto de pruebas de Boeing Alvin M. "Tex" Johnston y el teniente coronel de la Fuerza Aérea Guy M. Townsend. El XB-52, una vez reparado, siguió sus pasos el 2 de octubre de 1952. El desarrollo completo, incluyendo 670 días en el túnel de viento y 130 días de comprobaciones aerodinámicas y aeroelásticas, culminó con las pruebas en vuelo sin problemas. Animada, la Fuerza Aérea incrementó su pedido a 282 bombarderos B-52. Diseñar el B-52 había requerido tres millones de horas de ingeniería (cuando el B-29 Superfortress por ejemplo solo había necesitado 153 000 horas).

### Competidores

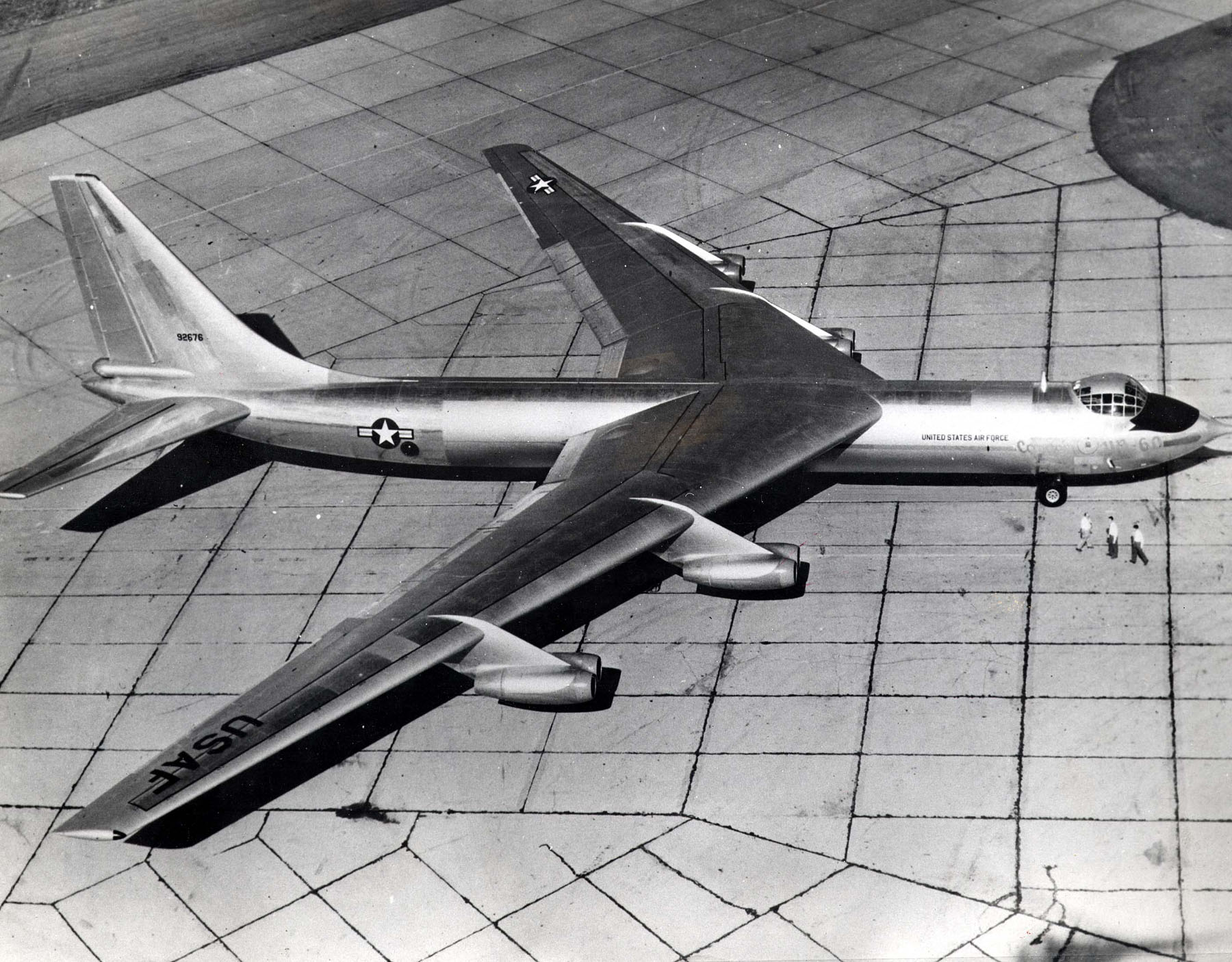
Convair YB-60, competidor no oficial del B-52.

El competidor no oficial del B-52 por un contrato con la Fuerza Aérea fue el Convair YB-60, que era una evolución del Convair B-36 con ala en flecha y completamente propulsado por motores de reacción. La propuesta de Convair era sustancialmente más barata que la de Boeing, ya que implicaba la modificación de un diseño ya existente en lugar de empezar desde cero. Al igual que el B-52, estaba propulsado por ocho motores turborreactores Pratt & Whitney J57-P-3 montados por parejas en cuatro soportes subalares suspendidos bajo el ala.
El Convair YB-60 realizó su primer vuelo el 18 de abril de 1952, pilotado por Beryl Erickson. El avión de Convair fue batido por el Boeing YB-52 en el primer vuelo, al conseguir volar tres días antes, pero pronto fue evidente que también perdería algunos otros concursos contra el bombardero de Boeing. El YB-60 era aproximadamente 160 km/h más lento que el YB-52 y también tenía severos problemas de manejo. La única ventaja era que podía transportar una carga de bombas más pesada (32,6 t contra las 19,5 t del YB-52) pero la capacidad extra proporcionada no convenció a la Fuerza Aérea, debido a los otros inconvenientes (posteriormente las modificaciones denominadas Big Belly incrementarían la carga de bombas del B-52 hasta más de 27 toneladas). En consecuencia, el YB-60 fue cancelado el 20 de enero de 1953 y no interfirió en la entrada en producción del B-52.

### Entrada en producción

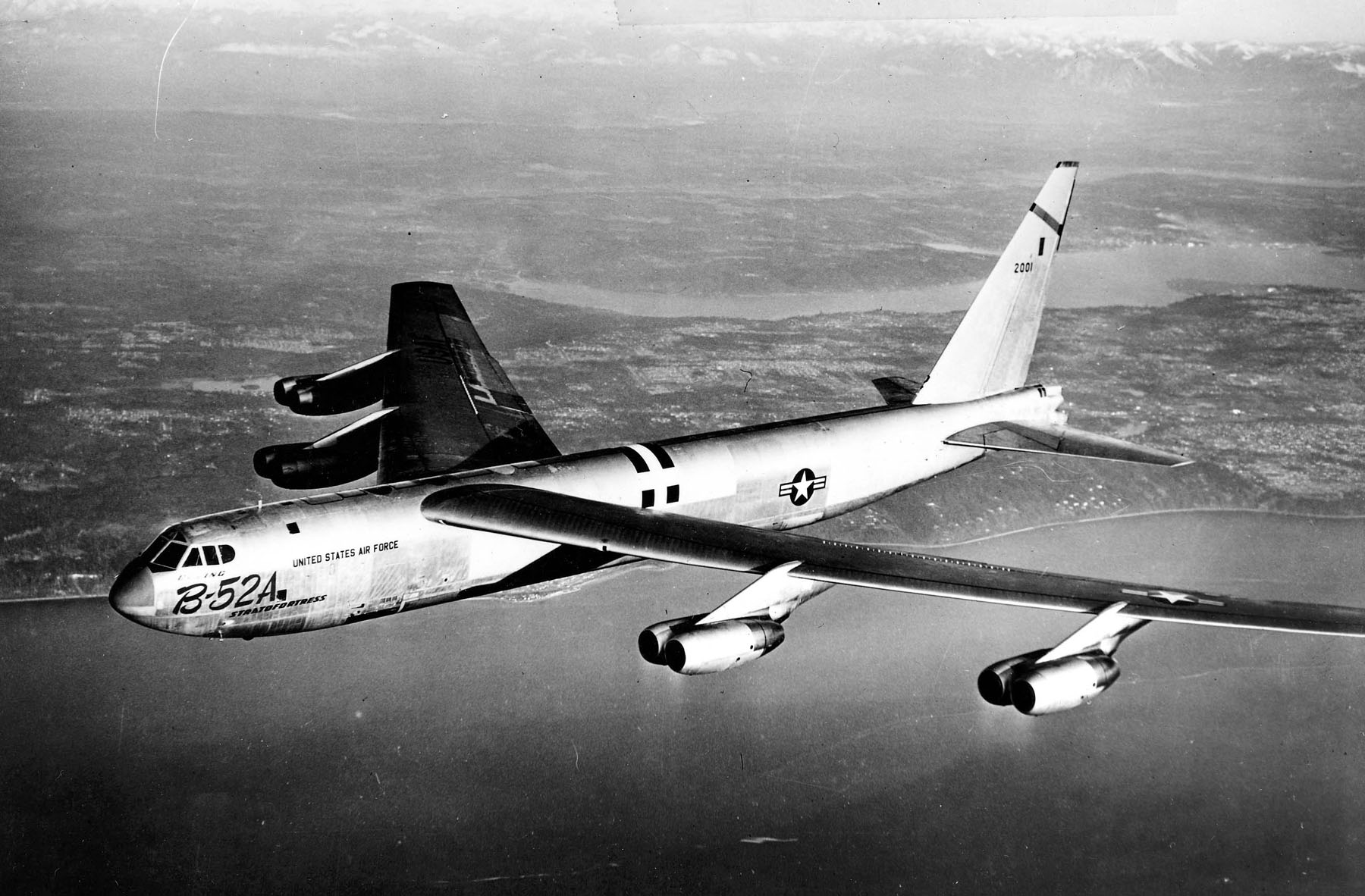
Boeing B-52A (N.S. 52-001) en vuelo, ya con cabina convencional.

De los trece B-52A pedidos, solamente se construyeron tres. Fueron devueltos a Boeing, y usados en su programa de pruebas. El 9 de junio de 1952, el contrato de febrero de 1951 fue actualizado para pedir el avión bajo nuevas especificaciones. Los diez aviones restantes se completaron como B-52B, y fue el primer modelo en entrar en servicio. La ceremonia de presentación (roll out) fue el 18 de marzo de 1954, en ella el jefe de Estado Mayor de la Fuerza Aérea, el general Nathan Farragut Twining dijo:

«El fusil largo fue la gran arma de su época... Hoy en día este B-52 es el fusil largo de la era del aire».

El B-52 pasó por varios cambios de diseño que hicieron que fuera producido en distintas variantes, desde el modelo A hasta el H, durante sus 10 años de fabricación. A los aviones existentes se les fueron aplicando numerosos programas de actualización para mejorar sus capacidades.

## Diseño

### Características generales
El B-52 es un bombardero pesado de largo alcance que puede llevar a cabo varios tipos de misiones. Se trata de un avión con ala en flecha de 35°, ocho motores de reacción montados por parejas en cuatro soportes subalares, y tren de aterrizaje principal de cuádruple biciclo con dos ruedas adicionales bajo ala. Una característica notable del tren de aterrizaje es la capacidad de girar el tren principal hasta 20° con respecto a la línea central del avión para aumentar la seguridad durante aterrizajes con viento cruzado. Es capaz de volar a altas velocidades subsónicas a altitudes de hasta 15 000 m. Puede portar armamento convencional guiado de precisión o nuclear con capacidad de alcance a nivel mundial.
En un conflicto convencional, el B-52 puede llevar a cabo ataques estratégicos, apoyo aéreo cercano, interdicción aérea, ofensivas aéreas y operaciones marítimas. El uso del reabastecimiento en vuelo hace que el B-52 tenga un alcance solo limitado por el aguante de la tripulación. Sin el repostaje en vuelo, su radio de acción es de unos 14 000 km. Es altamente efectivo cuando se usa para vigilancia marítima, pudiendo asistir a la Armada en operaciones antibuque y colocación de minas. Dos aviones B-52, en dos horas, pueden monitorizar hasta 364 000 kilómetros cuadrados de superficie oceánica.
Los pilotos usan gafas de visión nocturna para mejorar su visión durante la noche; estas proporcionan mayor seguridad durante las operaciones de vuelo a bajo nivel, incrementando la habilidad del piloto para ver bien el terreno, evitar los radares enemigos y ver otras aeronaves en un entorno sin luces.

### Actualizaciones y modificaciones

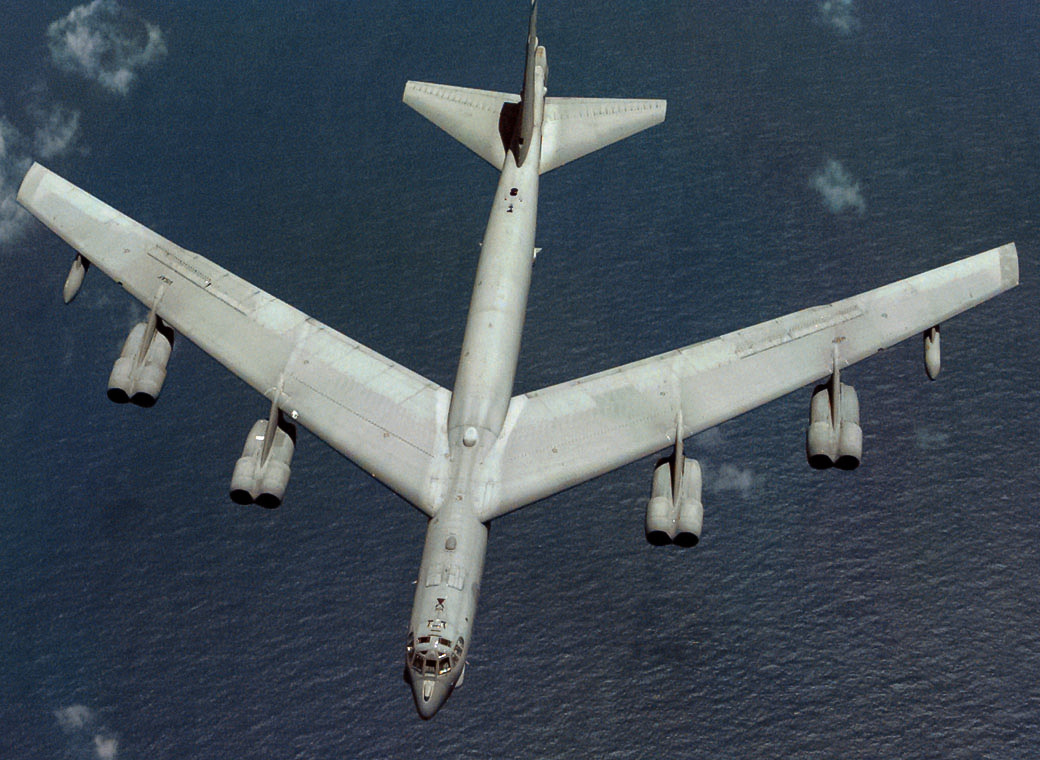
Vista superior de un B-52H Stratofortress.

En noviembre de 1959, el Mando Aéreo Estratégico inició el programa de modificación Big Four (también conocido como Modification 1000) para todos los B-52 operacionales, excepto para los últimos modelos B. El programa fue completado en 1963. Las cuatro modificaciones fueron:
1. Capacidad para realizar interdicción aérea todo tiempo a baja altitud (por debajo de los 150 metros) como respuesta a los avances en defensas de misiles de la Unión Soviética. Se estimaba que los vuelos a baja cota hubieran acelerado al menos 8 veces la fatiga estructural de los aparatos, requiriendo costosas reparaciones para aumentar la vida de servicio.
2. Capacidad para lanzar misiles nucleares de largo alcance AGM-28 Hound Dog.
3. Capacidad para lanzar señuelos ADM-20 Quail.
4. Un avanzado equipo de contramedidas electrónicas.

La capacidad para portar hasta 20 misiles nucleares AGM-69 SRAM fue añadida a los modelos G y H a partir de 1971. Las fugas de combustible debido al deterioro de las abrazaderas Marman siguieron afectando a todas las variantes del B-52. Con este fin, los aviones fueron sometidos a los programas Blue Band (1957), Hard Shell (1958), y QuickClip (1958). Este último equipó correas de seguridad que impiden una pérdida de combustible catastrófica en caso de que falle una abrazadera.
Los continuos problemas con la aviónica avanzada se abordaron en el programa Jolly Well, completado en 1964, que mejoró componentes del ordenador de seguimiento del terreno y el computador navegacional de bombardeo AN/ASQ-38. La actualización MADREC (Malfunction Detection and Recording) equipó un sistema de registro y detección de funcionamientos defectuosos en la mayoría de los aviones existentes en 1965. Este podía detectar fallos en aviónica y en sistemas de computadores de armas, y fue esencial para la monitorización de los misiles Hound Dog. La capacidad de contramedidas electrónicas del B-52 fue ampliada con los programas Rivet Rambler (1971) y Rivet Ace (1973).

#### Cambios estructurales

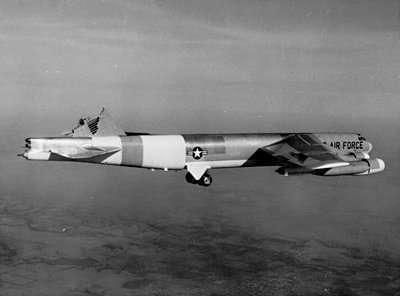
Un B-52H (N.S. 61–023), configurado en ese momento como banco de pruebas para investigar fallos estructurales, continúa volando después de perder su estabilizador vertical por una turbulencia severa el 10 de enero de 1964. Aterrizó sin problemas y continuó en servicio hasta 2008.

La fatiga estructural, agravada por el cambio a misiones de baja altitud, fue tratada por primera vez a principios de los años 1960 mediante el programa de tres fases High Stress, en que se involucró a los aviones cuando llegaban a las 2000 horas de vuelo. Esto fue seguido de una extensión de vida de servicio de 2000 horas para algunos aparatos seleccionados en 1966-1968, y el extenso cambio de revestimiento Pacer Plank completado en 1977. El depósito integral introducido en los modelos G y H era aún más susceptible a la fatiga debido a que experimentaba un 60% más de tensiones durante el vuelo que el ala antigua. Las alas fueron modificadas en 1964 bajo el programa ECP 1050. Este fue seguido de una sustitución de largueros y recubrimiento (ECP 1185) en 1966, y del programa B-52 Stability Augmentation and Flight Control (ECP 1195) en 1967 para aumentar la estabilidad de la aeronave.

#### Sistema de visión electro-óptico (EVS) y misiles de crucero
Con el fin de mejorar la capacidad de operar de forma segura a bajo nivel durante el día y la noche, se incorporó el sistema de visión electro-óptico (EVS) AN/ASQ-151 a los B-52G y H entre 1972 y 1976, consistente en un sistema de sensores infrarrojo de barrido frontal (FLIR) y televisión de bajo nivel de luz (LLLTV) montados en unos salientes bajo el morro.
Con intención de mejorar aún más la capacidad ofensiva de los B-52, se decidió adaptarlo para el uso de misiles de crucero lanzables desde el avión (ALCM por sus siglas en inglés; Air Launched Cruise Missiles). Después de probar tanto el AGM-86 ALCM respaldado por la Fuerza Aérea como el BGM-109 Tomahawk respaldado por la Armada, se eligió el AGM-86B para ser utilizado por el B-52 (y finalmente por el Rockwell B-1 Lancer). Fueron modificados un total de 194 aviones B-52G y H para poder portar 12 misiles AGM-86 en pilones subalares, y 82 B-52H fueron modificados una vez más para poder llevar otros 8 misiles en una lanzadera rotativa dentro de la bodega de bombas de la aeronave. Con el fin de cumplir los requisitos del tratado SALT II sobre aviones armados con misiles de crucero, los B-52G armados con misiles de crucero fueron modificados con un carenado de encastre alar distintivo para que los satélites de reconocimiento los identificasen fácilmente. Como se asumió que todos los B-52H fueron modificados, este modelo no requirió modificaciones visuales adicionales. En 1990 entró en servicio el misil de crucero con capacidad furtiva AGM-129 ACM. Aunque en un principio estaba previsto que reemplazara al AGM-86, su alto coste y el final de la Guerra Fría supusieron la parada de su producción después de solo 450 unidades fabricadas. A diferencia del AGM-86, del AGM-129 no se construyeron versiones convencionales (no nucleares).

#### Propuesta de remotorización
Boeing ha sugerido remotorizar la flota de B-52H con el Rolls-Royce RB211 534E-4, desde los motores del diseño original Pratt & Whitney J57 en los primeros modelos, se trataría de sustituir los ocho nuevos motores Pratt & Whitney TF33 (con un empuje total de 8× 17 000 lbf) por cuatro motores RB211 (con un empuje total de 4× 37 400 lbf). Logrando un incremento de potencia del 18% con respecto a los actuales, los motores Rolls-Royce incrementarían el alcance y la carga útil de los aviones, y además reducirían el consumo de combustible significativamente. Sin embargo, el coste del proyecto podría ser elevado y no se pudo realizar; el avión todavía mantiene el diseño original de 8 motores. 
Su consecución tendría un coste aproximado de 2560 millones de dólares (36 millones × 71 aviones). El cálculo estimado hecho por Boeing fue de 4700 millones de dólares, en cambio un estudio de la propuesta hecho por la Government Accountability Office (GAO) concluyó que costaría 1300 millones de dólares más que mantener los motores existentes. El mayor coste fue atribuido a un importante gasto en contratación por adelantado, cambio de herramientas, y al mayor coste de mantenimiento de los motores RB211. El estudio de la GAO posteriormente fue discutido en un informe de la Defense Sciences Board (DSB) en 2003, y revisado en 2004, identificando numerosos errores en la evaluación previa de la propuesta de Boeing. El informe de la DSB pidió a la Fuerza Aérea que cambiara los motores del avión sin demora, y además declaró que el programa ahorraría fondos, reduciría las emisiones de gases de efecto invernadero, e incrementaría el alcance y la autonomía del avión, duplicando los resultados del estudio del programa llevado a cabo en 2003. Aun así, la remotorización aún no ha sido aprobada.

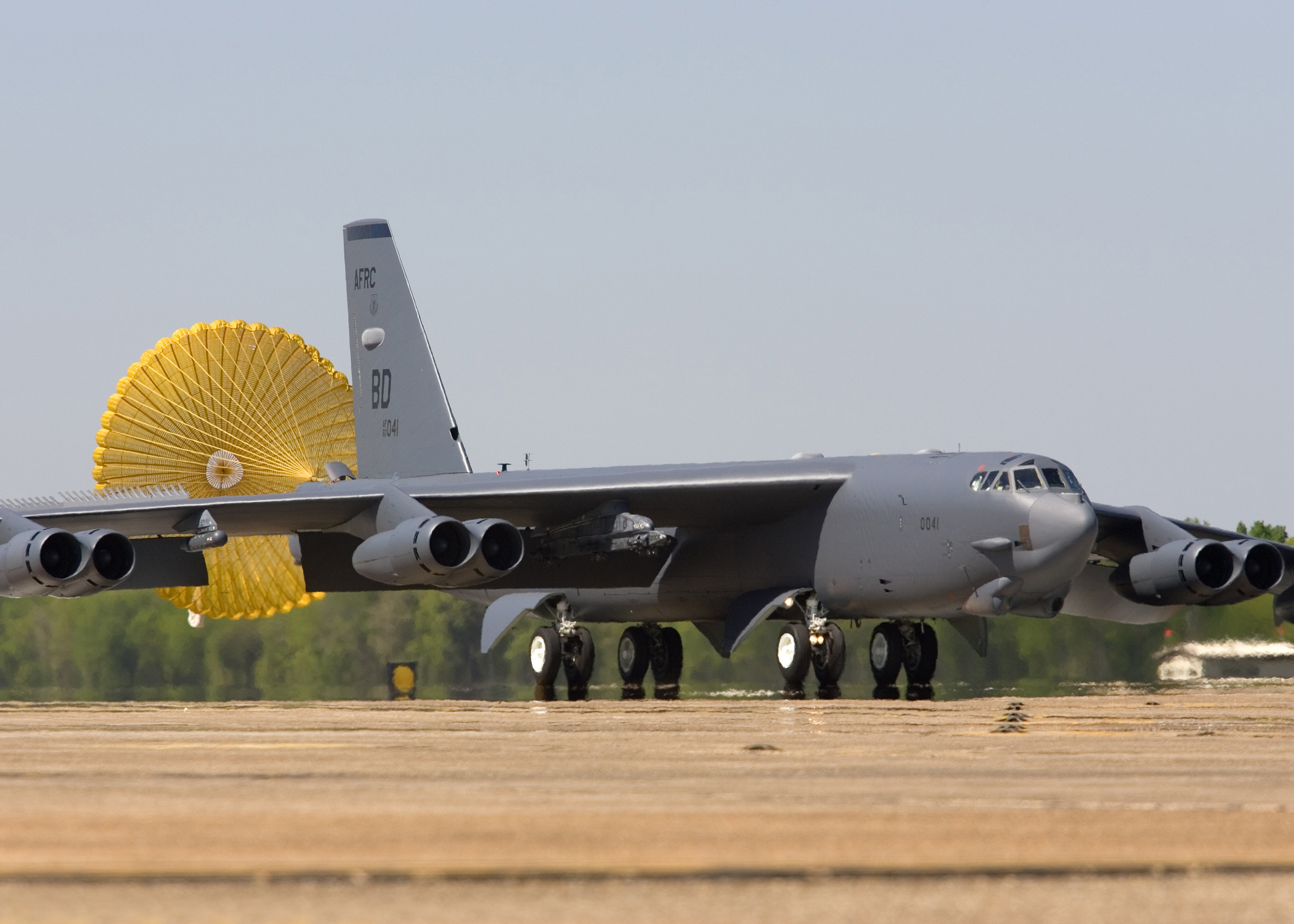
En este B-52H aterrizando con un paracaídas de frenado se puede ver el pod LITENING en un soporte subalar entre los motores de su ala derecha.

#### Pod LITENING
En 2007, el B-52H fue equipado con el pod de búsqueda de objetivos LITENING, dispositivo encargado de incrementar la eficacia en combate del avión durante el día, la noche y bajo condiciones atmosféricas desfavorables, en el ataque a objetivos terrestres con una variedad de armas bajo guiado láser a distancia. Además con la ayuda del sensor infrarrojo de barrido frontal (FLIR) de alta resolución para obtener la visualización del rango infrarrojo del espectro electromagnético y de la cámara CCD, para obtener imágenes del objetivo en la parte visible del espectro, esta tecnología también podría utilizarse para transmitir en tiempo real para redes de comunicaciones terrestres y agencias gubernamentales, para reunir información de inteligencia del campo de batalla, evaluar daños en el mismo, evaluar actividades terroristas y actividad de la lucha contra las drogas, aumentando las capacidades y usos del avión por varios años más.

### Costes
En la siguiente tabla se muestra el coste de desarrollo de los prototipos; los costes de producción de cada variante del B-52 divididos en varios aspectos, que sumados dan el coste de despegue del modelo; y por último, el coste de mantenimiento por cada hora de vuelo. Los costes están en dólares estadounidenses aproximados de 1955 y no han sido ajustados por la inflación.
|                                              | XB-52 / YB-52 | B-52A      | B-52B      | B-52C     | B-52D     | B-52E     | B-52F     | B-52G     | B-52H     |
| -------------------------------------------- | ------------- | ---------- | ---------- | --------- | --------- | --------- | --------- | --------- | --------- |
| Coste de investigación y desarrollo unitario | 100 millones  |            |            |           |           |           |           |           |           |
| Estructura                                   |               | 26 433 518 | 11 328 398 | 5 359 017 | 4 654 494 | 3 700 750 | 3 772 247 | 5 351 819 | 6 076 157 |
| Motores                                      |               | 2 848 120  | 2 547 472  | 1 513 220 | 1 291 415 | 1 256 516 | 1 787 191 | 1 427 611 | 1 640 373 |
| Electrónica                                  |               | 50 761     | 61 198     | 71 397    | 68 613    | 54 933    | 60 111    | 66 374    | 61 020    |
| Armamento                                    |               | 47 874     | 482 284    | 293 346   | 548 353   | 931 665   | 862 839   | 840 000   | 1 501 422 |
| Artillería                                   |               | 9193       | 11 520     | 10 983    | 17 928    | 4626      | 3016      | 6809      | 6804      |
| Coste de despegue (coste flyaway)            |               | 28 380 000 | 14 430 000 | 7 240 000 | 6 580 000 | 5 940 000 | 6 480 000 | 7 690 000 | 9 290 000 |
| Coste de mantenimiento por hora de vuelo     |               |            |            |           |           | 925       | 1025      | 1025      | 1182      |

## Variantes
| Variante | Producidos           | Entrada en servicio   |
| -------- | -------------------- | --------------------- |
| XB-52    | 2                    | Prototipos            |
| YB-52    | 1 XB-52 redesignado  |                       |
| B-52A    | 3                    |                       |
| NB-52A   | 1 B-52A modificado   |                       |
| B-52B    | 50                   | 29 de junio de 1955   |
| RB-52B   | 27 B-52B modificados |                       |
| NB-52B   | 1 B-52B modificado   |                       |
| B-52C    | 35                   | Junio de 1956         |
| B-52D    | 170                  | Diciembre de 1956     |
| B-52E    | 100                  | Diciembre de 1957     |
| B-52F    | 89                   | Junio de 1958         |
| B-52G    | 193                  | 13 de febrero de 1959 |
| B-52H    | 102                  | 9 de mayo de 1961     |
| Total    | 744 producidos       |                       |

El B-52 pasó por varios cambios de diseño y variantes durante sus 10 años de producción. Se fabricaron un total de 744 ejemplares, el último en octubre de 1962.

### B-52A
De la primera versión de producción, el B-52A, solo se construyeron tres aviones, y todos fueron prestados a Boeing para las pruebas en vuelo. El modelo de producción B-52A difiere de los prototipos en varios aspectos. La sección delantera del fuselaje fue rediseñada, la cabina de burbuja con asientos en tándem fue reemplazada por una cabina convencional con asientos lado a lado y también se le hizo una extensión del morro de 53 cm para alojar más aviónica y un sexto tripulante, el oficial de guerra electrónica, sentado detrás del piloto mirando hacia atrás. En la parte posterior del fuselaje se le montó una torreta de cola con cuatro ametralladoras de 12,7 mm (.50) provistas de sistema de control de tiro, y se le añadió un sistema de inyección de agua con un tanque de agua de 360 galones (1363 litros) para aumentar la potencia de los motores. El avión también podía transportar un tanque de combustible externo de 1000 galones (3785 litros) debajo de cada ala. Los depósitos actuaban como amortiguadores para reducir la flexibilidad del ala y también mantenían las puntas de las alas cerca del suelo para facilitar el mantenimiento.
NB-52A

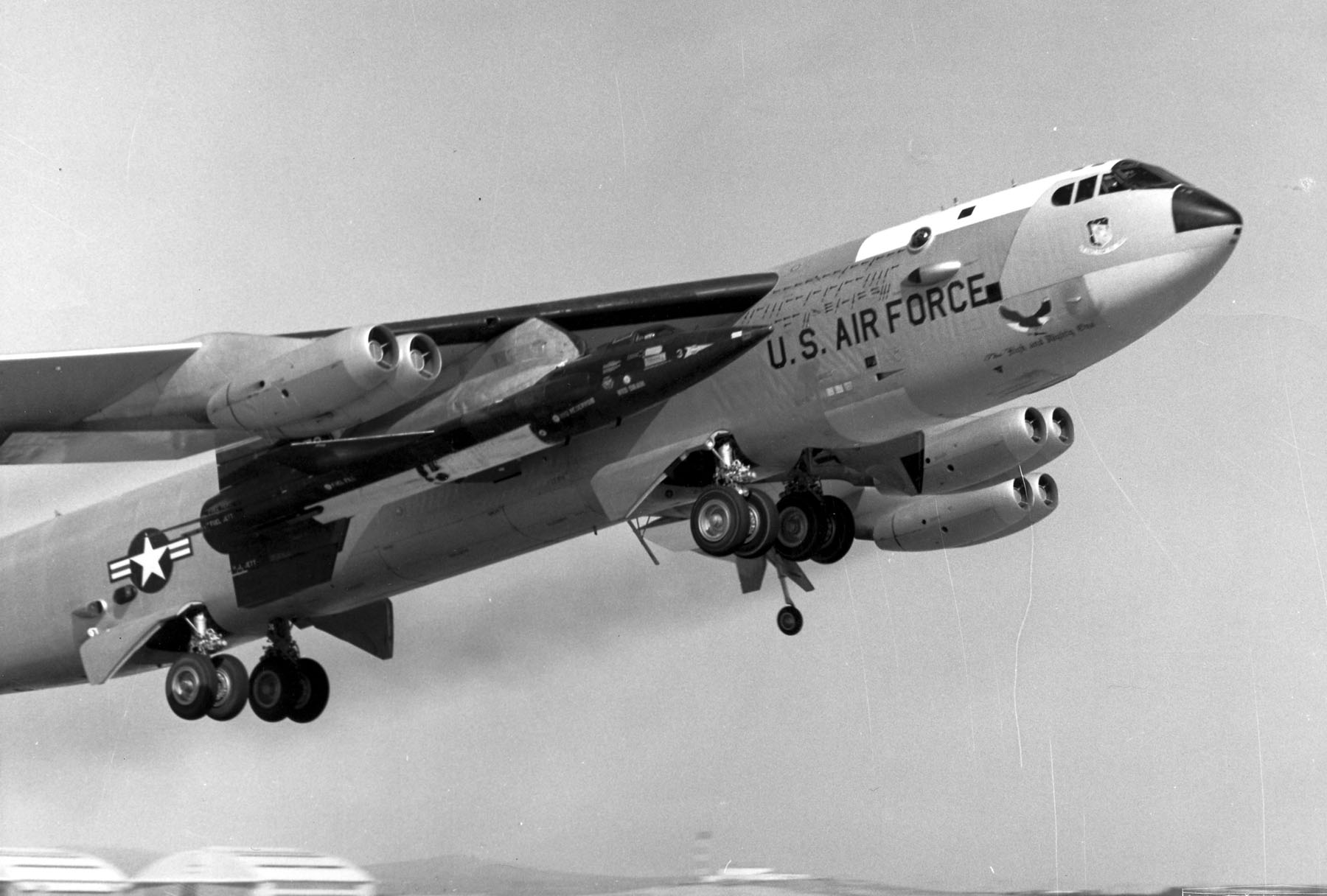
NB-52A transportando un X-15.

El último B-52A producido (número de serie 52-0003) fue modificado y redesignado NB-52A en 1959 para transportar el avión experimental North American X-15. Fue provisto de un soporte bajo el ala derecha entre el fuselaje y el motor interior y se retiró una sección de 1,8×2,4 m del flap del ala para hacer sitio a la cola del X-15. Se le instalaron tanques de oxígeno líquido y peróxido de hidrógeno en las bodegas de bombas para abastecer de combustible al X-15 antes de ser lanzado. El primer vuelo con el X-15 fue el 19 de marzo de 1959, y el primer lanzamiento del avión experimental fue el 8 de junio del mismo año. El NB-52A, llamado "The High and Mighty One", transportó el X-15 en 93 de los 199 vuelos del programa.

### B-52B
La B-52B fue la primera versión en entrar en servicio con la USAF, el 29 de junio de 1955 con la 93.ª Ala de Bombardeo en la Base de la Fuerza Aérea Castle (California). Esta versión incluyó cambios menores en los motores Pratt & Whitney J57 y en la aviónica, con intención de solucionar unos problemas de poca importancia. Los aviones fueron inmovilizados en tierra temporalmente después de un accidente en febrero de 1956 y de nuevo en julio, lo que causó retrasos en la formación de la tripulación, y a mediados del año todavía no había ningún grupo de B-52 listo para el combate.
Siete de los B-52B posteriormente fueron convertidos a la versión B-52C, con el denominado «Proyecto Girasol» (Project Sunflower).
RB-52B

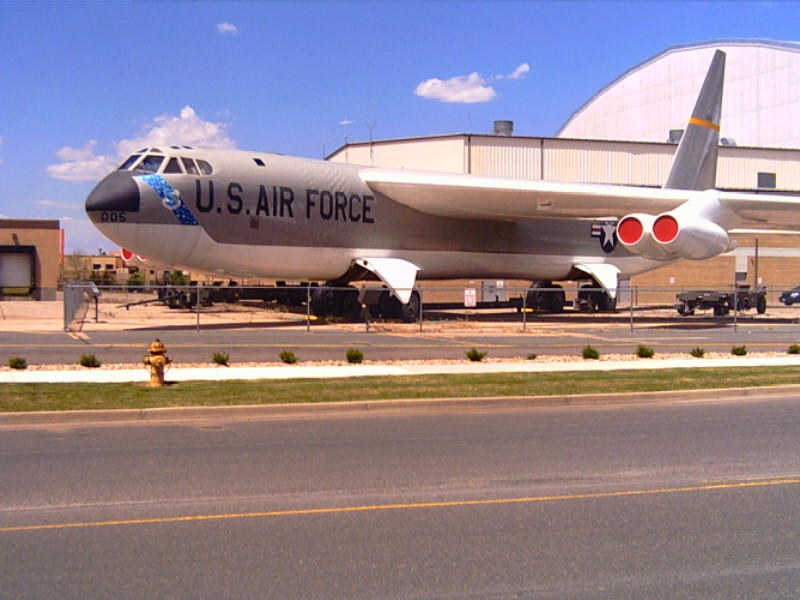
El Balls 5, un RB-52B convertido a B-52B, en el Wings Over the Rockies Air and Space Museum.

De los 50 B-52B fabricados, 27 tenían capacidad para portar un pod de reconocimiento, en ese caso eran denominados RB-52B y tenían una tripulación incrementada hasta los ocho miembros. El pod pesaba 136 kg y era un contenedor de receptores de radio y una combinación de cámaras K-36, K-38, y T-11, todo ello manejado por dos operadores sentados en asientos eyectables hacia abajo. La instalación del pod solo requería cuatro horas de trabajo.
NB-52B
El NB-52B fue el B-52B número de serie 52-0008 convertido en plataforma de lanzamiento del X-15. Estuvo en servicio con el nombre de Balls 8 (por los ceros y el ocho del número de serie 52-0008) en apoyo de las investigaciones de la NASA hasta el 17 de diciembre de 2004, convirtiéndose en el B-52B más antiguo en volar. Fue reemplazado por un B-52H modificado.

### B-52C
En el B-52C, la capacidad de combustible fue incrementada hasta los 41 700 galones (157 851 litros) por medio de la incorporación de unos depósitos de combustible subalares más grandes, 3000 galones (11 356 litros), aumentando el alcance del avión. El peso bruto fue incrementado unos 13 605 kg, llegando al peso total de unos 204 167 kg. El vientre del avión fue pintado con pintura de color blanco anti-flash, destinada a reflejar la radiación térmica después de una detonación nuclear.
RB-52C
RB-52C fue la designación dada, pero raramente utilizada, a los aviones B-52C convertidos para tareas de reconocimiento de manera similar a los RB-52B.

### B-52D
El B-52D fue un bombardero de largo alcance puro sin opción de reconocimiento. La modificaciones denominadas Big Belly permitieron que el B-52D pudiese portar cargas más pesadas de bombas convencionales para realizar el bombardeo en alfombra sobre Vietnam. Los aparatos que fueron destinados a Vietnam fueron pintados de camuflaje con el vientre negro para evitar ser descubiertos por los proyectores enemigos durante los bombardeos nocturnos.

### B-52E

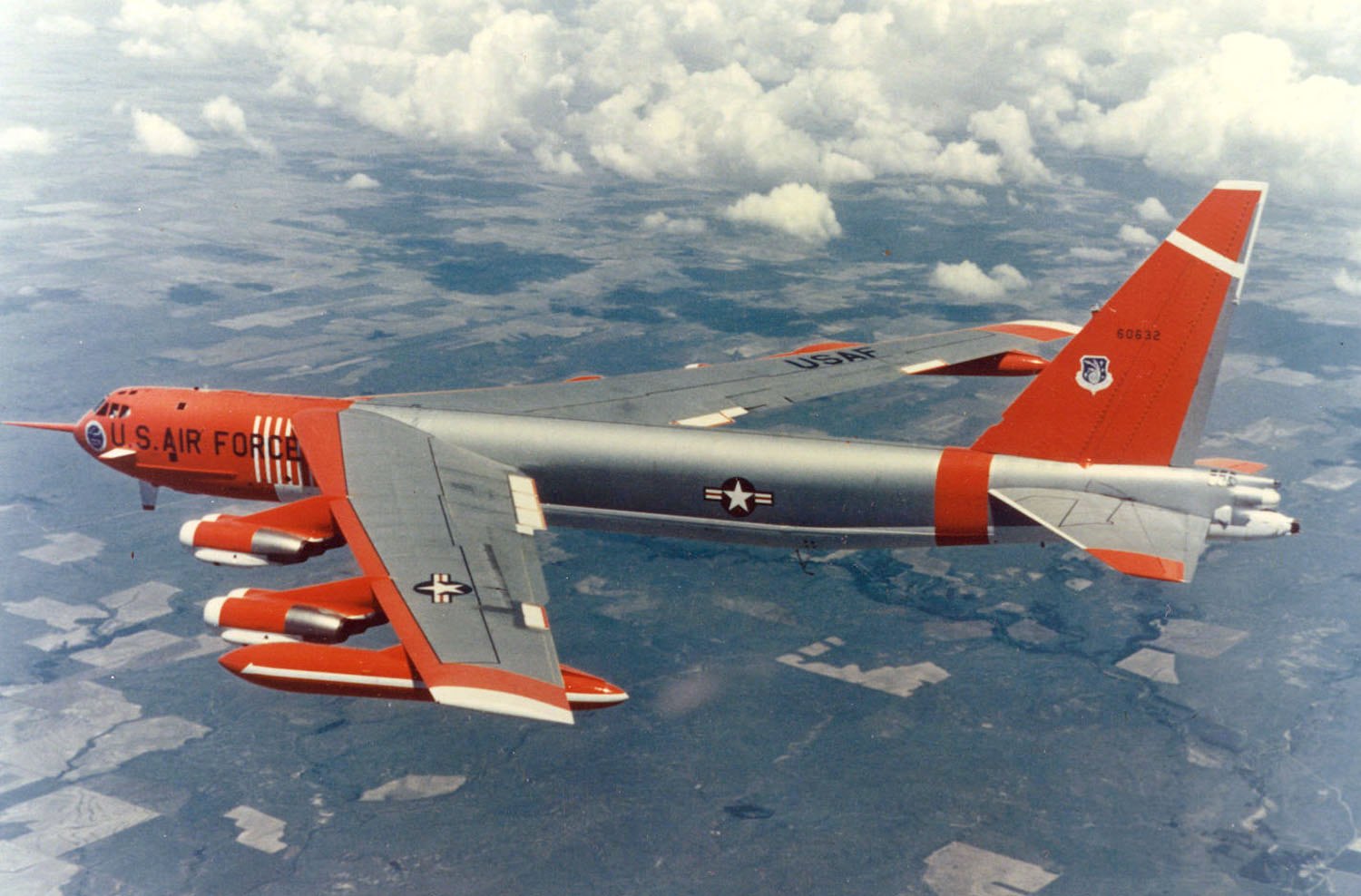
Avión de pruebas NB-52E.

En la versión B-52E, el avión recibió actualizaciones de aviónica y sistemas de navegación para el bombardeo, para posteriormente ser depurados e incluidos en los siguientes modelos.
NB-52E
Uno de los aviones del modelo E (número de serie 56-0631) fue modificado como banco de pruebas para probar varios sistemas del B-52. Redesignado como NB-52E, el avión fue equipado con canards y un sistema de atenuación de carga y estabilización LAMS (siglas de Load Alleviation and Mode Stabilization) que reduce la fatiga de la estructura que provocan las ráfagas de viento durante los vuelos a bajo nivel. En una ocasión, durante una prueba, el NB-52E voló a 18,5 km/h (10 nudos) más rápido que la velocidad nunca excedida (Vne) sin sufrir ningún daño debido a que los canards eliminaban el 30% de las vibraciones verticales y el 50% de las horizontales causadas por las ráfagas de viento.

### B-52F
La versión B-52F recibió los nuevos motores Pratt & Whitney J57-P-43W con una mayor capacidad para el sistema de inyección de agua y nuevos alternadores, más potentes que los primeros motores Pratt & Whitney J57. Este modelo tuvo problemas con fugas de combustible, pero finalmente se resolvieron con varios programas de modificaciones, denominados Blue Band, Hard Shell, y QuickClip.

### B-52G

Distribución de los seis tripulantes en la cabina de un B-52G.

El B-52G se propuso para ampliar la vida de servicio de los B-52 durante los retrasos en el programa del B-58 Hustler. Al principio, estaba previsto realizar un rediseño bastante radical con un ala completamente nueva y con motores Pratt & Whitney J75. Esta petición fue rechazada para evitar la desaceleración en la producción, aunque se llevaron a cabo algunos cambios. El más significativo de ellos fue la introducción de unas nuevas alas con depósitos de combustible integrales, que incrementaron la capacidad de combustible considerablemente, pero también aumentaron el peso bruto del avión en unos 17 235 kg con respecto a las variantes anteriores. Adicionalmente, se le incorporaron un par de depósitos de combustible externos de 2650 l bajo las alas. En este modelo se eliminaron los tradicionales alerones, utilizando en su lugar los espóileres'para el control de alabeo. El estabilizador vertical fue recortado 2,4 metros, la capacidad del sistema de inyección de agua fue incrementada a 4540 litros, y el radomo del morro fue alargado. El artillero de cola fue trasladado a la cabina principal y provisto de un asiento eyectable. La tripulación se distribuye según un concepto denominado "Battle Station" (en español: «estación de batalla») en el que la tripulación ofensiva (el piloto y el copiloto en el piso superior y los dos operadores de sistemas de navegación y bombardeo en el piso inferior) va mirando hacia adelante, mientras que la tripulación defensiva (artillero de cola y operador de contramedidas electrónicas) va en el piso superior mirando hacia la cola del avión. El B-52G entró en servicio el 13 de febrero de 1959 (un día antes fue retirado el último B-36, haciendo del Mando Aéreo Estratégico una unidad de bombarderos de reacción al completo). Casi todos los B-52G fueron destruidos en cumplimiento con el Tratado de Reducción de Armas Estratégicas (START I) de 1992. Unos pocos ejemplares permanecen en museos y como muestras estáticas en varias bases aéreas.

### B-52H

Distribución actual de los cinco tripulantes en la cabina de un B-52H.

El B-52H tenía la misma tripulación y cambios estructurales que el B-52G. La mejora más significativa fue el cambio de los motores originales por los nuevos turbofán Pratt & Whitney TF33-P-3 más grandes, los cuales, a pesar de los problemas de fiabilidad iniciales (corregidos en 1964 con el programa Hot Fan), ofrecieron un considerable mejor rendimiento y menor consumo de combustible con respecto a los turborreactores originales de la primera línea de producción en serie Pratt & Whitney J57. 
Se le actualizó el equipo de contramedidas electrónicas y la aviónica, se le incorporó un nuevo sistema de control de tiro, y el armamento defensivo de la cola fue cambiado de ametralladoras a un cañón automático M61 Vulcan de 20 mm. Se le preparó para llevar cuatro ejemplares del previsto misil balístico GAM-87 Skybolt, aunque no llegó a incorporarse. Esta versión voló por primera vez el 10 de julio de 1960, y entró en servicio el 9 de mayo de 1961. Es la única variante que continúa en servicio. El último aparato producido, el B-52H número de serie 61-0040, salió de la fábrica el 26 de octubre de 1962. Entre 1991 y 1994 se les eliminaron los cañones de cola a todos los B-52H, y aunque se mantuvieron los instrumentos asociados por si se necesitaba volver a instalarlos, se prescindió de los artilleros que los manejaban.

## Versiones canceladas

### EB-52
Con la retirada de los EA-6B Prowler la USAF se planteó aprovechar algunos aviones y convertirlos en EB-52H o B-52H Core Component Jammer (CCJ). Se trataba de equipar el B-52 con sistemas de interferencia adicionales que saturaran las defensas aéreas enemigas. La idea comenzó cuando las necesidades de la guerra en Kosovo requirieron el empleo de todos los aviones de guerra electrónica disponibles. 
El B-52H Stratofortress SOJ (stand-off jammer) fue un proyecto para incluir capacidades de interferencia electrónica. Se habrían añadido nuevos pods en la punta de las alas conteniendo equipos de contramedidas. Cada pod pesaría unos 2000 kg y la previsión de la USAF era convertir 16 B-52. El proyecto fue cancelado en 2006.
En 2007 Boeing se asoció con Northrop Grumman para crear una versión de guerra electrónica, denominada B-52H core component jammer (CCJ). Boeing fue encargada en 2008 de desarrollar el CCJ.
Actualmente la idea sigue viva. La USAF quiere instalar pods ALQ-249 para realizar una prueba de concepto.

### B-52I
Hubo ya desde el inicio muchas propuestas de motorizar el B-52 con otros motores. Ya en 1956 y al presentar el B-52G se pensó en equiparlo con cuatro motores J-75.
En 1975, como alternativa al discutido programa del Rockwell B-1, Boeing presentó al congreso el B-52I. Se proponía incorporar 220 aviones mediante la modernización de B-52 de las variantes D y F. Se incorporaban los sistemas del FB-111 y los motores TF-33-P-7 del avión de transporte C-141. El B-52I conservaría la modificación Big Belly y se instalaría una barquilla Pave Track en un soporte externo. Además se suprimía el puesto del artillero, se instalaban equipos ECM adicionales y se modificaba la disposición de la cabina para hacerla más cómoda en misiones largas. Se preveía que los B-52I apoyaran las operaciones navales realizando misiones de minado y vigilancia marítima, además de poder usar los misiles AGM-84 Harpoon. Para misiones nucleares deberían emplear bombas de caída libre. Algo parecido era la propuesta de contar con 290 B-52J mediante la conversión de las variantes G y H. Contarían para misiones nucleares con misiles  AGM-69 y AGM-86, y cualquier otro misil de crucero.
Finalmente el Departamento de Defensa optó por un programa para mejorar la flota de B-52 y desarrollar y desplegar el misil de crucero ALCM, opción mucho más barata y efectiva que comprar los 244 B-1A previstos. En esa búsqueda de soluciones baratas y eficientes de la administración Carter uno de los sustitutos propuestos para el B-1 fue un Boeing 747 que serviría de lanzadera de misiles crucero.

## Nuevas versiones

### B-52J
Actualmente Boeing se encuentra realizando un programa de mejoras del B-52H. Las mejoras son tan significativas que la USAF ha decido nombrar B-52J a los aviones modernizados. Los venerables motores TF-33 serán reemplazados por los nuevos motores F-130 de Rolls Royce. Los carenados tienen un diámetro apreciablemente mayor y los motores suponen un salto tecnológico, mejora de prestaciones y reducción de costes de operación. También se cambiará el radar, pasando a montar una versión del radar AESA AN/APG 79 que equipa el F/A-18E. La digitalización y nuevos equipos supondrá reducir en uno el número de tripulantes. Las torretas de la barbilla que albergan sensores infrarrojos y electro-ópticos se quitarán, ya que estas capacidades las realizarán nuevos equipos más modernos.
La USAF realizará un gran esfuerzo económico que mejorará significativamente los 76 B-52H que se someterán a la transformación, extendiendo su vida operativa hasta la década de 2050.

## Operadores
Estados Unidos
- Fuerza Aérea de los Estados Unidos (USAF). Actualmente, los B-52 en servicio, unos 70 aparatos en servicio activo y 20 en la reserva,[1] están en tres bases de la Fuerza Aérea, volando para tres Alas y un centro, como se muestra a continuación:

| Mando de Ataque Global de la Fuerza Aérea | 2.ª Ala de Bombardeo - Barksdale AFB, Luisiana (Código de cola: LA)     | - 11.º Escuadrón de Bombardeo (Raya de cola: dorada) - 20.º Escuadrón de Bombardeo (Raya de cola: azul) - 96.º Escuadrón de Bombardeo (Raya de cola: roja) |
| Mando de Ataque Global de la Fuerza Aérea | 5.ª Ala de Bombardeo - Minot AFB, Dakota del Norte (Código de cola: MT) | - 23.º Escuadrón de Bombardeo (Raya de cola: roja) - 69.º Escuadrón de Bombardeo                                                                           |
| Mando de Reserva de la Fuerza Aérea       | 917.ª Ala - Barksdale AFB, Luisiana                                     | - 93.º Escuadrón de Bombardeo (Modelo B-52H, Código de cola: BD, Raya de cola: azul/dorada)                                                                |
| Mando de Material de la Fuerza Aérea      | Centro de Prueba en Vuelo de la Fuerza Aérea - Edwards AFB, California  | |

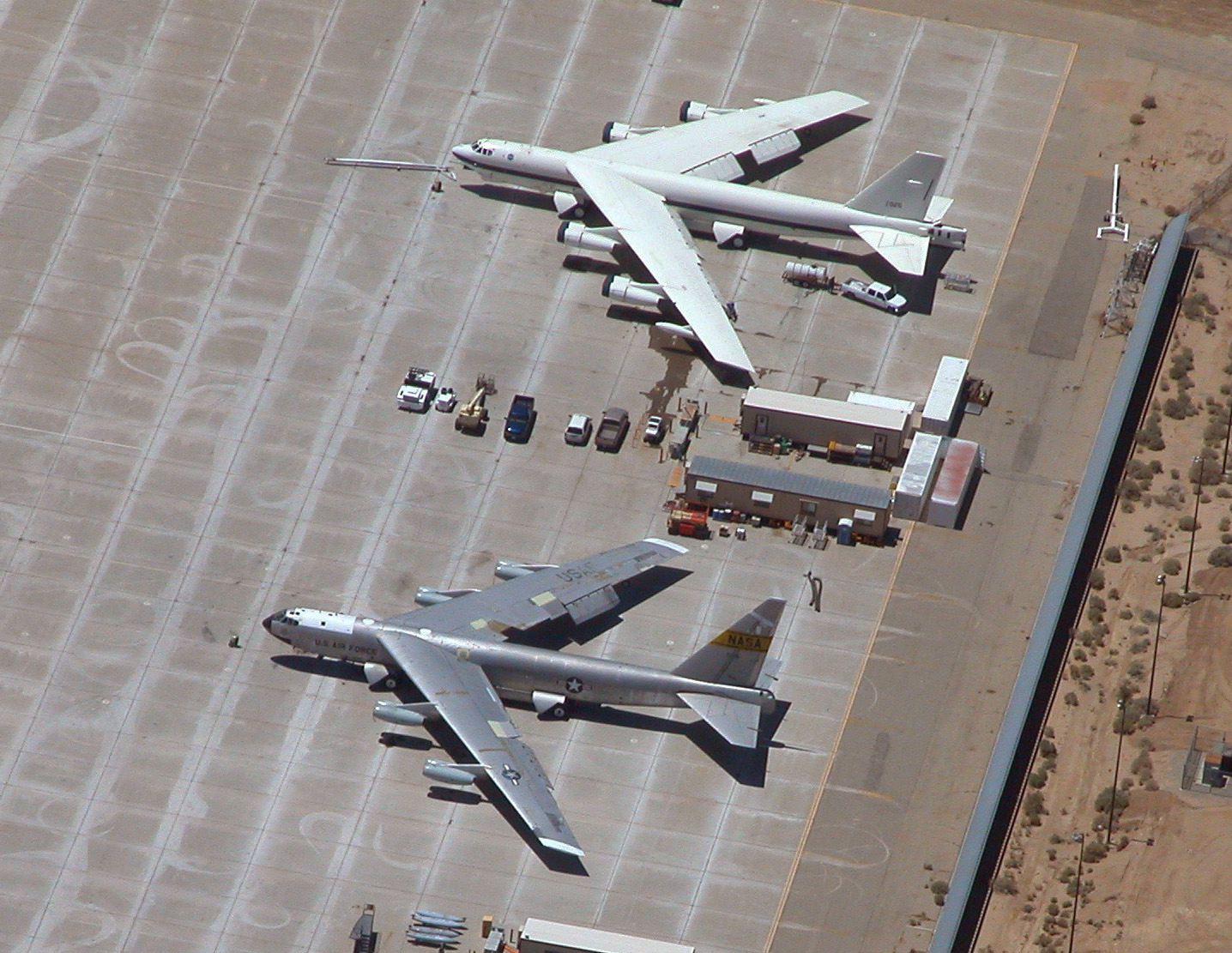
NB-52B Balls 8 de la NASA (abajo) junto su reemplazo B-52H en la Edwards AFB.

- Administración Nacional de Aeronáutica y del Espacio (NASA). La NASA utilizó algunos ejemplares de B-52 como bancos de pruebas y aviones nodriza para el lanzamiento de aviones experimentales. Recibió en 1959 el NB-52A (número de serie 52-0003), llamado "The High and Mighty One", para el lanzamiento del avión experimental X-15; este fue reemplazado por el NB-52B (número de serie 52-0008), llamado Balls 8, que estuvo en servicio hasta el 17 de diciembre de 2004, participando en el lanzamiento de diversos programas experimentales de la NASA; en ese momento fue reemplazado por un B-52H modificado (número de serie 61-0025), pero debido a la falta de programas que requirieran su uso, este fue devuelto a la Fuerza Aérea a mediados de 2007.[75]

## Historia operacional
Durante más de cuarenta años, el B-52 Stratofortress ha sido la espina dorsal de la fuerza de bombardeo estratégico de Estados Unidos. Fue utilizado en operaciones de combate como bombardero de largo alcance, lanzando gran variedad de armamento convencional (bombas de caída libre, bombas guiadas de precisión y misiles de crucero); también fue utilizado en misiones de disuasión durante la Guerra Fría, surcando los cielos de manera continua con su armamento nuclear.
En circunstancias informales, rara vez se utiliza el nombre oficial ‘Stratofortress’; el personal involucrado en el avión se suele referir a él como BUFF, acrónimo en inglés de Big Ugly Fat Fucker (en español: «Gran cabrón feo y gordo» —literal—), si bien a veces se sustituye Fucker (‘Cabrón’) por Fellow (‘Tipo’) para que no sea tan malsonante.

### Entrada en servicio y primeras operaciones

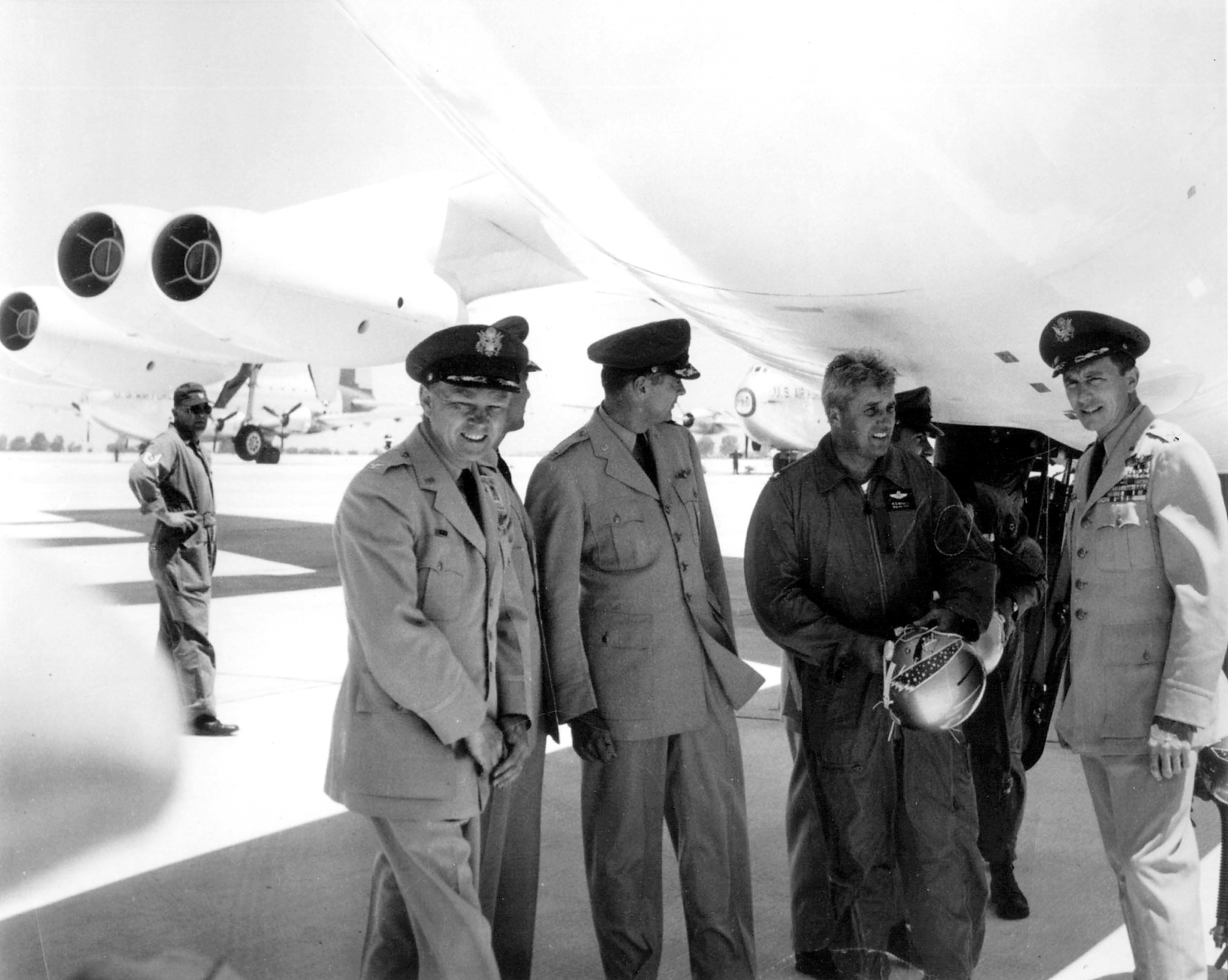
Llegada del primer B-52B operacional a la Base de la Fuerza Aérea Castle, junio de 1955.

Aunque el B-52A fue la primera variante de producción, ese modelo solo se utilizó en pruebas. La primera versión operacional fue el B-52B, que se desarrolló en paralelo con los prototipos desde 1951. El B-52B voló por primera vez en diciembre de 1954 (el número de serie 52-8711) y entró en servicio con la 93.ª Ala de Bombardeo Pesado en la Base de la Fuerza Aérea Castle, California, el 29 de junio de 1955. El ala pasó a ser operacional el 12 de marzo de 1956. El entrenamiento de las tripulaciones de B-52 consistió en cinco semanas de enseñanza en tierra y cuatro semanas de vuelo, acumulando entre 35 y 50 horas en el aire. Los nuevos B-52B reemplazaron a los B-36 operacionales uno por uno.
Las primeras operaciones sufrieron complicaciones por falta de piezas de repuesto e instalaciones de tierra, mientras las rampas y las pistas de rodaje se deterioraron bajo el peso de la aeronave. El sistema de alimentación de combustible era propenso a fugas y a formación de hielo, y los ordenadores de control de tiro y bombardeo no eran fiables. La cabina de dos pisos presentó un problema peculiar de climatización: el habitáculo de los pilotos era calentado por la luz solar, mientras que el observador y el navegante en el piso inferior se sentaban sobre el suelo helado. En consecuencia, establecer una temperatura confortable para los pilotos causaba que los demás miembros de tripulación pasaran demasiado frío, mientras que una temperatura confortable para los tripulantes de la zona baja causaba que los pilotos pasaran demasiado calor. Los motores J57 aun eran nuevos y poco fiables. En febrero de 1956, un fallo de un alternador causó el primer accidente fatal de un B-52, que resultó en una breve inmovilización en tierra de la flota. Después, en julio, unos problemas con el sistema hidráulico y de combustible volvieron a inmovilizar los B-52. Para evitar problemas de mantenimiento, la Fuerza Aérea estableció equipos de cincuenta contratistas de mantenimiento en cada base de los B-52, equipos que fueron denominados Sky Speed. Además del mantenimiento, estos equipos realizaban chequeos rutinarios de una semana por avión.
El 21 de mayo de 1956, un B-52B (número de serie 52-0013) lanzó su primera bomba de hidrógeno (una Mk 15) sobre el Atolón Bikini.

### Récords

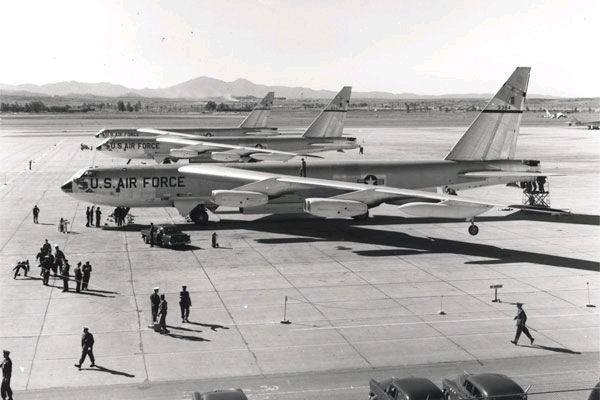
Tres B-52B de la 93ª Ala de Bombardeo se preparan para partir hacia la Base de la Fuerza Aérea Castle, en California, para después realizar su vuelo récord alrededor del mundo en 1957.

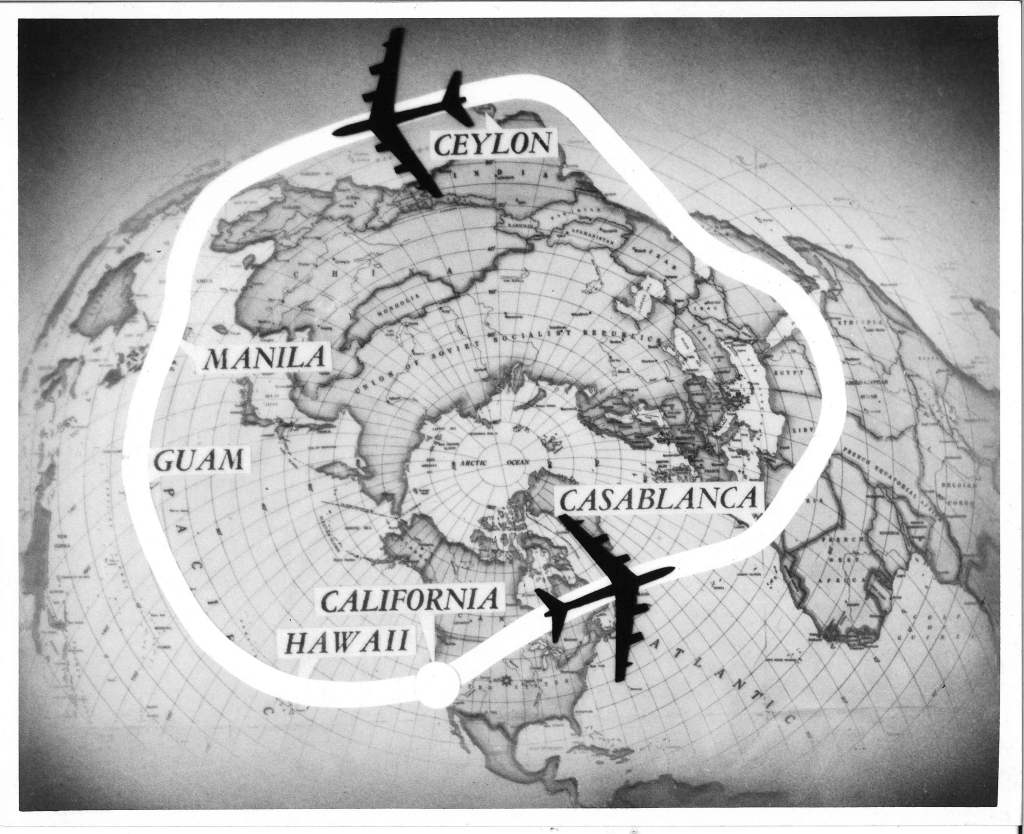
Recorrido de los tres B-52 en el vuelo alrededor del mundo de 1957.

Los días 24 y 25 de noviembre de 1956, cuatro B-52B de la 93.ª Ala de Bombardeo y cuatro B-52C de la 42.ª Ala de Bombardeo realizaron un vuelo sin escalas alrededor del perímetro de América del Norte, en la llamada Operación Quick Kick, recorriendo 25 000 km en 31 horas y media. El Mando Aéreo Estratégico señaló que el tiempo de vuelo podría haber sido reducido en cinco o seis horas si para los cuatro repostajes en vuelo se hubieran utilizado veloces aviones cisterna de reacción en lugar de los KC-97 Stratotanker de hélices. En una demostración del alcance global del bombardero estratégico estadounidense, entre el 16 y el 18 de enero de 1957, tres B-52B realizaron un vuelo sin escalas alrededor del mundo durante la Operación Power Flite, recorriendo 39 165 km en 45 horas y 19 minutos (velocidad media de 864,25 km/h) y siendo reabastecidos en vuelo en varias ocasiones por aviones KC-97. La 93.ª Ala de Bombardeo recibió el Trofeo Mackay por su logro.
El B-52 estableció muchos récords en los años siguientes. El 26 de septiembre de 1958, un B-52D estableció un récord mundial de velocidad de 902 km/h sobre un circuito cerrado de 10 000 kilómetros sin carga. El mismo día, otro B-52D estableció un récord de velocidad mundial de 962 km/h sobre un circuito cerrado de 5000 km sin carga. El 14 de diciembre de 1960, un B-52G estableció un récord mundial al volar 16 227 km sin repostar, el vuelo duró 19 horas y 44 minutos (822,3 km/h). Entre el 10 y el 11 de enero de 1962, un B-52H estableció un récord mundial al volar sin repostar desde la Base Aérea de Kadena, Okinawa (Japón), a la Base Aérea de Torrejón, España, un recorrido de 20 177 km.
En 1963, el Mando Aéreo Estratégico alcanzó la máxima fuerza (en cuanto a número de bombarderos): concretamente, estaban operativos 650 aviones B-52, repartidos en 42 escuadrones y 38 bases aéreas.

### Guerra de Vietnam

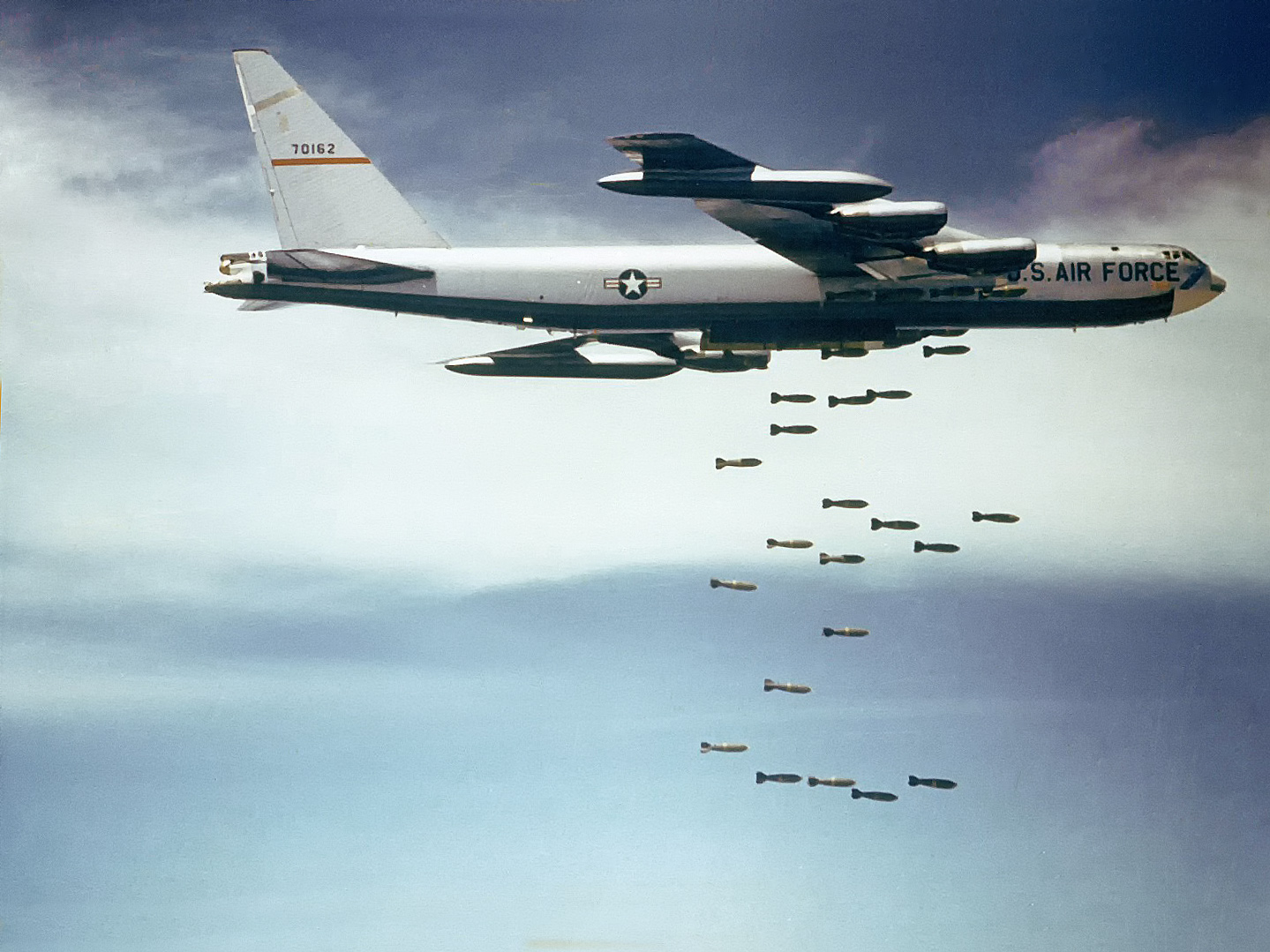
Un B-52F soltando su carga de bombas sobre Vietnam.

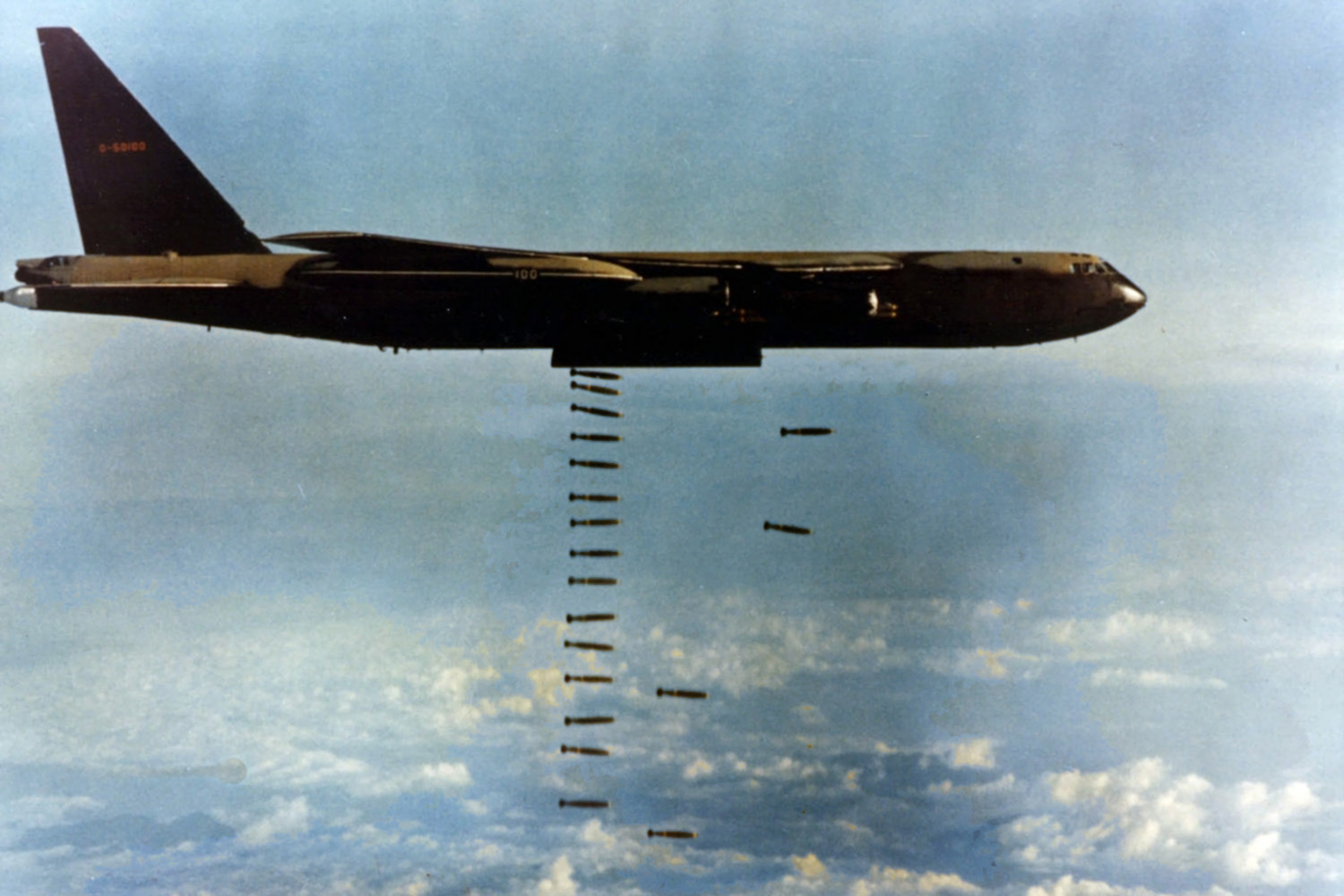
B-52D durante un bombardeo en Vietnam.

Con la situación de escalada en el Sudeste Asiático, en junio de 1964, 28 B-52F fueron equipados con soportes externos para 24 bombas de 340 kg (750 lb) bajo el proyecto South Bay. Unos 46 aviones adicionales recibieron modificaciones similares bajo el proyecto Sun Bath. En marzo de 1965, Estados Unidos comenzó la Operación Rolling Thunder, y la primera misión de combate de la Operación Arc Light fue llevada a cabo por aparatos B-52F el 18 de junio de 1965, cuando 30 bombarderos de los 9.º y 441.º Escuadrones de Bombardeo atacaron un bastión comunista cerca de Ben Cat en Vietnam del Sur. En esa ocasión se evidenció la falta de entrenamiento en el vuelo en formación de las tripulaciones, que causaron algunos graves incidentes. La primera oleada de bombarderos llegó demasiado pronto al punto de encuentro designado, y mientras maniobraban para mantener la posición, se produjo una colisión entre dos de ellos, provocando la pérdida de ambos aparatos y la muerte de ocho tripulantes, según la versión oficial de la Fuerza Aérea. Los demás bombarderos, menos uno que tuvo que regresar debido a problemas mecánicos, continuaron hacia el objetivo, que fue bombardeado con éxito.
Como en muchas otras secciones de la USAF, también los pilotos de los B-52 que prestaban servicio en la fuerza aérea eran generalmente jóvenes con poca o ninguna experiencia que operaban por primera vez en un conflicto. Con respecto a la guerra de Corea, muchos de los pilotos veteranos ya habían sido dados de baja del servicio y volaban aviones con inferiores características, dejando la mayor parte de grupos aéreos sin personal con suficiente experiencia. 
En los primeros días de la Operación Linebacker II, la USAF se resintió de la falta de pilotos capaces de operar en grandes grupos de vuelo, lo que causaba frecuentemente retrasos en la finalización de las operaciones por la escasa coordinación entre las tripulaciones. En seis meses, los B-52 desplegados en el Sureste Asiático llevaron a cabo más de 100 misiones de bombardeo, y hasta el final del año, los B-52 habían lanzado una media de 8000 toneladas de bombas al mes.
En diciembre de 1965, una serie de B-52D se sometió a modificaciones Big Belly para incrementar la capacidad de bombas para realizar bombardeo en alfombra. Mientras la carga externa continuó siendo de 24 bombas de 227 kg (500 lb) o 340 kg (750 lb), la capacidad interna fue incrementada de 27 a 84 bombas de 500 lb y de 27 a 42 bombas de 750 lb. La modificación Big Belly proporcionaba ahora suficiente capacidad para un total de 27 215 kg (60 000 lb) en 108 bombas. Así modificados, los B-52D podían llevar casi 10 toneladas más de bombas que los B-52F. Reemplazando a los B-52F, los B-52D modificados entraron en combate en abril de 1966, volando desde la Base de la Fuerza Aérea Andersen, en Guam. Cada misión de bombardeo duraba de diez a doce horas con reabastecimiento en vuelo de KC-135 Stratotanker. En la primavera de 1967, los aviones comenzaron a salir desde el aeródromo U-Tapao en Tailandia con la ventaja de no tener que repostar en vuelo. A partir de entonces, esas misiones solo duraban de 2 a 3 horas. El 15 de abril de 1968, una Unidad de Entrenamiento de Reemplazo se estableció en la Base de la Fuerza Aérea Castle para convertir a las tripulaciones de los modelos desde B-52E hasta B-52H, a los B-52D, para que pudieran participar en el combate del Sudeste Asiático.
El 22 de noviembre de 1972, un B-52D (número de serie 55-0110) procedente de U-Tapao recibió el impacto de un misil superficie-aire mientras realizaba una incursión sobre Vinh. La tripulación se vio forzada a abandonar el avión dañado sobre Tailandia. Este fue el primer B-52 en ser destruido por fuego hostil en Vietnam.
El apogeo de los ataques de B-52 en Vietnam fue la Operación Linebacker II (a veces llamada «Bombardeo de Navidad», en inglés Christmas Bombing) que consistió en una serie de oleadas de bombarderos B-52 (en su mayoría modelos D, pero también algunos G desprovistos de equipamiento de guerra electrónica y con una menor carga de bombas). Durante doce días los B-52 realizaron 729 incursiones, lanzando 15 237 toneladas de bombas sobre Hanói, Haiphong, y otros objetivos. En total, se perdieron treinta B-52 durante la guerra, incluyendo diez B-52 derribados sobre Vietnam del Norte y otros cinco dañados, que acabaron estrellándose en Laos o Tailandia.
Victorias aire-aire
Durante la guerra de Vietnam, dos artilleros de cola de B-52D se acreditaron el derribo de dos cazas Mikoyan-Gurevich MiG-21 «Fishbed».
El 18 de diciembre de 1972, el B-52 en el que iba el artillero de cola SSgt Samuel O. Turner acababa de terminar una misión de bombardeo de la Operación Linebacker II y se disponía a regresar, cuando se acercó un MiG-21 de la Fuerza Aérea de Vietnam del Norte. Cuando el caza entró dentro de su alcance, Turner disparó su cuádruple ametralladora calibre .50. El MiG explotó a popa del bombardero, una victoria confirmada por el MSG Lewis E. Le Blance, el artillero de cola de un Stratofortress cercano. Turner recibió una Estrella de Plata por sus acciones. Ese B-52, número de serie 55-0676, está preservado en exposición en la Base de la Fuerza Aérea Fairchild en Spokane, Washington.
El 24 de diciembre de 1972, durante la misma campaña de bombardeo, el B-52 Diamond Lil se dirigía a bombardear las estaciones de clasificación de Thai Nguyen, cuando el artillero de cola A1C Albert E. Moore pudo ver como un MiG-21 se aproximaba a toda velocidad. Moore abrió fuego con sus ametralladoras a unos 3600 metros, y no dejó de disparar hasta que el caza desapareció de su mira. El TSG Clarence W. Chute, un artillero de cola de otro Stratofortress, observó como el MiG se incendió y cayó. El Diamond Lil se encuentra conservado en exposición en la Academia de la Fuerza Aérea de Estados Unidos en Colorado.
Esas victorias convirtieron al B-52 en el avión más grande en acreditar derribos aire-aire. Moore fue el último artillero de bombardero en derribar una aeronave enemiga con ametralladoras en un combate aéreo. La última misión Arc Light  tuvo lugar el 15 de agosto de 1973, y todos los B-52 abandonaron el Sudeste Asiático poco después.

### Guerra Fría

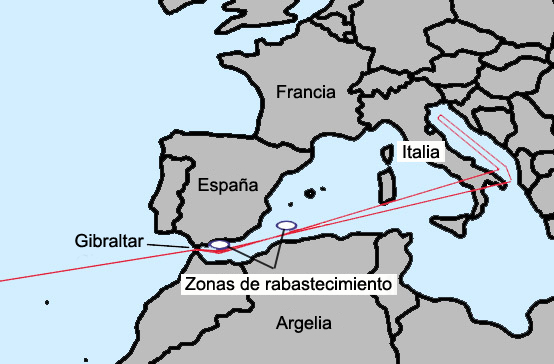
Ruta del sur de los vuelos de alerta nuclear de la "Operación Chrome Dome".

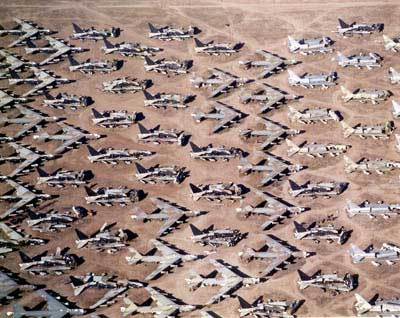
Los B-52 retirados fueron almacenados en el 309th AMARG (antes AMARC), un centro de almacenamiento en el desierto a menudo llamado el "Boneyard" (cementerio) en la Davis-Monthan AFB cerca de Tucson, Arizona.

Durante la Guerra Fría, los B-52 realizaron el cometido de alerta nuclear aérea bajo nombres en clave como Head Start, Chrome Dome, Hard Head, Round Robin, y Giant Lance. Los bombarderos merodeaban por puntos cercanos a la Unión Soviética para disponer de capacidad de contraataque o realizar un primer ataque rápido en caso de guerra nuclear.
Los B-52B alcanzaron el final de su vida de servicio estructural a mediados de los años 1960 y todos fueron retirados antes de finalizar junio de 1966, seguidos por el último de los B-52C, que fue retirado el 29 de septiembre de 1971; la excepción fue el B-52B 008 de la NASA, que no fue retirado hasta 2004 de la Base de la Fuerza Aérea Edwards (California). Un avión conservado de la versión B, el número de serie 005, se encuentra expuesto en el Wings Over the Rockies Air and Space Museum en Denver, Colorado.
Unos pocos de los modelos E, los más antiguos, fueron retirados en 1967 y 1968, pero la mayor parte (82) lo fueron entre mayo de 1969 y marzo de 1970. La mayoría de los modelos F también se retiraron entre 1967 y 1973, pero 23 de ellos sobrevivieron como aviones de entrenamiento hasta finales de 1978.
La flota de modelos D sirvió durante más tiempo. Ochenta de ellos fueron actualizados bajo el programa Pacer Plank (ECP 1581) en la planta Wichita de Boeing. El recubrimiento inferior de fuselaje y alas fue reemplazado, y varios componentes estructurales fueron renovados. El trabajo se completó en 1977. La flota de modelos D quedó prácticamente intacta hasta finales de 1978, cuando 37 aviones B-52D sin actualizar fueron retirados. Los demás fueron retirados entre 1982 y 1983.
Los restantes modelos G y H fueron usados para el cometido de estado de alerta nuclear como parte del triple arsenal nuclear de Estados Unidos, formado por la combinación de misiles nucleares terrestres, misiles nucleares portados por submarinos y bombarderos nucleares. El B-1B Lancer, que estaba destinado a sustituir al B-52, solo reemplazó a los modelos más antiguos y al supersónico General Dynamics FB-111.
En 1991, los B-52 cesaron el cometido de alerta nuclear de 24 horas continuas.
Después de la caída de la Unión Soviética, los B-52G fueron destruidos por los términos del Tratado de Reducción de Armas Estratégicas (START). El AMARG se encargó de la eliminación de 365 bombarderos B-52. El progreso de esta tarea iba a ser verificado por Rusia vía satélite y mediante inspección personal de las instalaciones del AMARG. En principio, los B-52 fueron picados en pedazos con una guillotina de 5900 kg.

### Operaciones navales
Durante la década de 1970 los B-52 empezaron a volar misiones para reforzar a la Armada frente a la cada vez más grande armada soviética. En 1975 la USAF comenzó a entrenar a algunas tripulaciones de B-52 en misiones sobre el mar. En 1982 la USAF firmó un Memorando de Acuerdo con la Armada para hacer frente el crecimiento de la flota soviética. Así, la USAF incrementó su participación en las operaciones marítimas, asignando aviones B-52 a misiones de minado y ataques con misiles Harpoon. Grupos de aviones B-52, E-3A, y F-15  tomaron desde entonces parte en varios ejercicios navales de la OTAN. Los B-52 pueden desde entonces portar al menos entre ocho y doce misiles Harpoon, siendo guiados por otros aviones hacia sus objetivos. En septiembre de 1983 el primer B-52G modificado para ataque marítimo fue recibido en la base aérea de Loring. Se preveía que en caso de guerra aviones P-3 navales guiarian a los B-52 hacia los grupos de superficie soviéticos. La idea era la misma que la de los soviéticos, un escuadrón de 15 B-52 lanzando cada uno 12 Harpoon saturaria las defensas antimisil y proporcionaba una capacidad de ataque de largo alcance que protegía a los portaviones y permitía a la US Navy conservar sus misiles y energías para otras amenazas más cercanas. Visto el éxito del Exocet en Malvinas en 1982 eran un factor a considerar. Los B-52 de Guam y Lorong (Maine) solían practicar misiones de ataque sobre el mar.

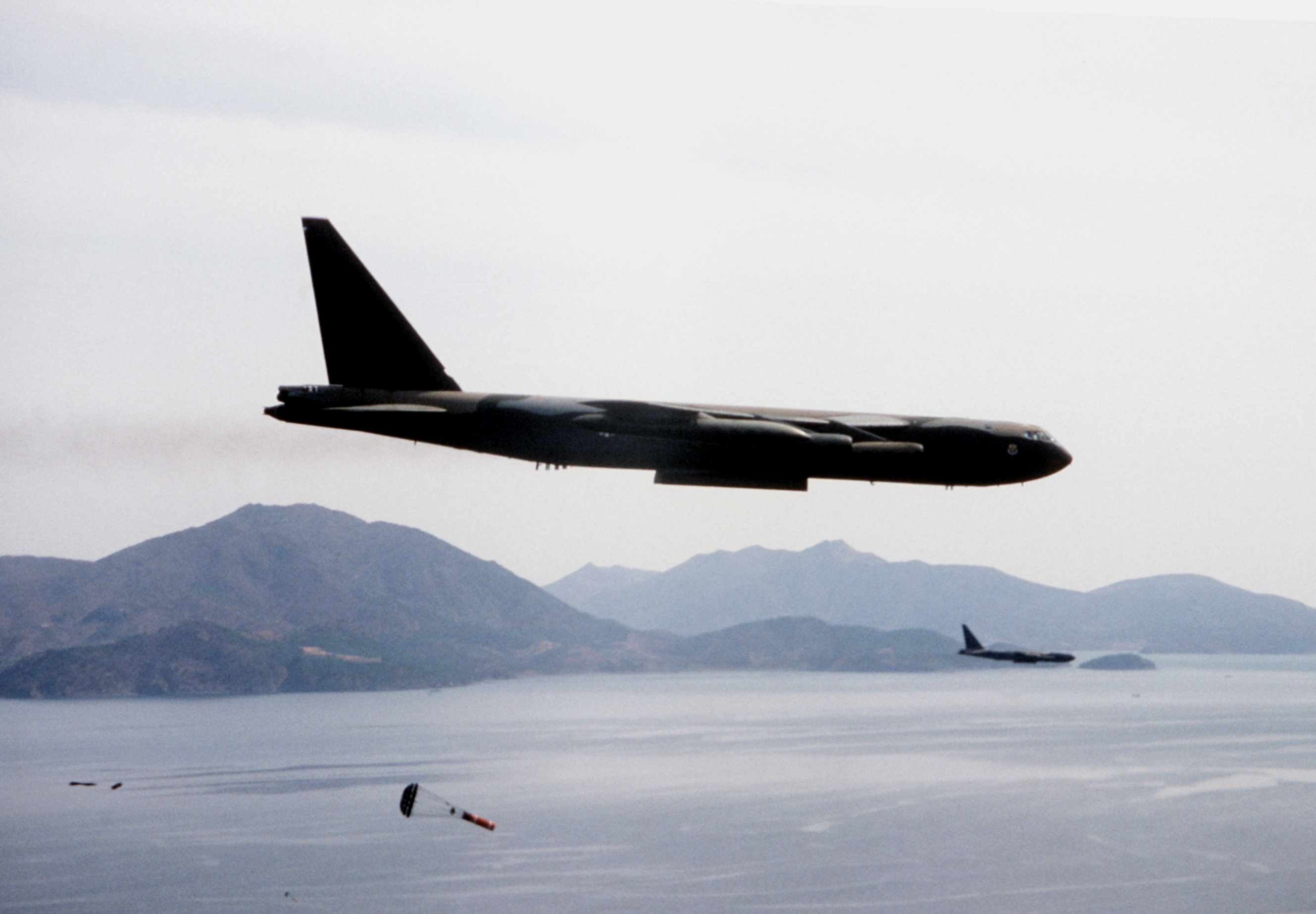
B-52D lanzando minas durante un ejercicio de la OTAN en 1982.

En 1988, la OTAN organizó Teamwork 88, unas maniobras en el Mar de Noruega. El punto culminante de estos ejercicios fue la siembra de un campo de minas con torpedos encapsulados (CapTor), por aviones B-52, que después ejecutaron varios ataques simulados con misiles Harpoon a la flota contraria. Teamwork 88 permitió a OTAN evaluar alternativas para conducir campañas en el Mar de Noruega y desembarcar fuerzas en la costa norte de Noruega. El minado aéreo en la Guerra Fría era una estrategia diseñada principalmente para restringir los movimientos de la flota soviética, en especial los submarinos. 

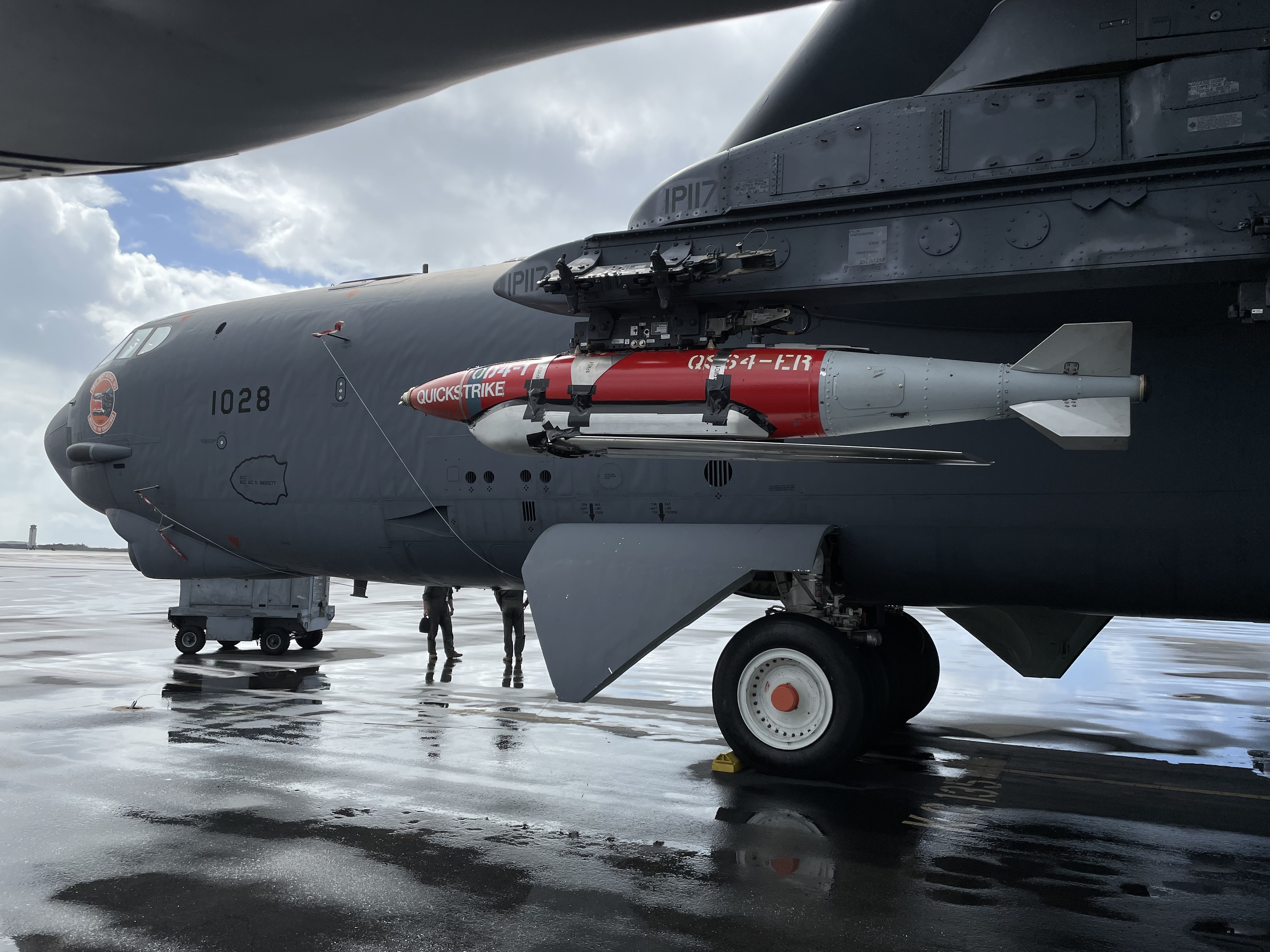
B-52H equipado con ina mona naval Quickstrike-ER.

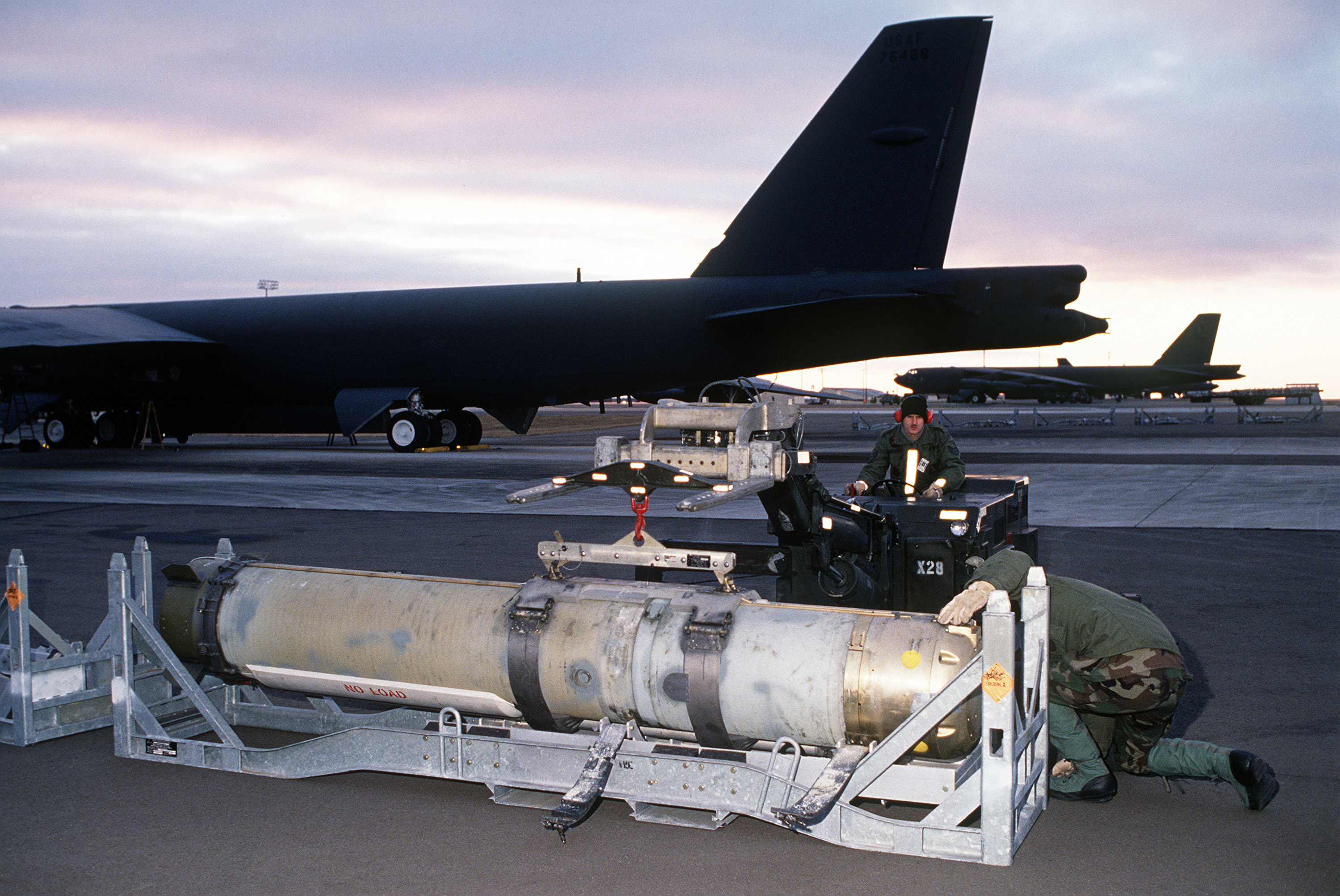
B-52 con minas CAPTOR.

El B-52 puede ser también altamente efectivo para realizar tareas de vigilancia marítima, además de asistir a la Armada en operaciones antibuque y colocación de minas. Actualmente se está explorando el empleo de radares AESA en aviones B-52. Algunos experimentos se realizaron con un contenedor que contenía un radar de vigilancia marítima. Dos aviones B-52, debidamente equipados y en dos horas, podrían cubrir una superficie 364.000 kilómetros cuadrados de superficie.
El minado aéreo sigue siendo hoy en día una misión válida de los B-52. Una misión de sembrado de minas de un B-52 se realiza volando a 500 pies y a una velocidad de 320 nudos, velocidad demasiado lenta para ser segura para aviones más modernos como el B-1B. En 2014, un B-52H, volando a gran altitud, logró por primera vez lanzar una mina aérea de precisión con alerones. La mina inerte GBU-62B Quickstrike-ER, conectada a la munición de ataque directo conjunto (JDAM), voló unas 40 millas náuticas antes de impactar en el agua. Esto permitiría a los B-52, en caso de guerra, el lanzamiento de precisión para sembrado de minas a distancia segura, y realizado en una sola pasada, desde una altitud intermedia o elevada. Un bombardero B-52 con una carga completa de minas Quickstrike-ER guiadas podría sembrar un campo de minas en una manera más segura y eficiente y bloquear puertos y bases navales chinas o rusas.

### Guerra del Golfo (1990-1991)

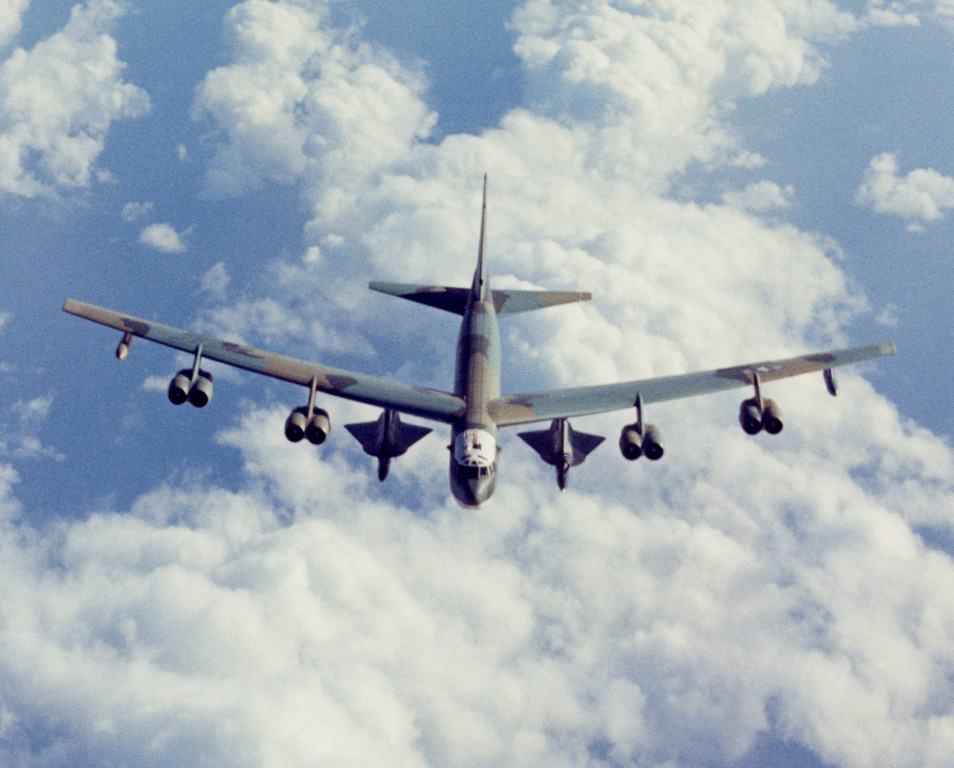
B-52H modificado para portar dos vehículos aéreos no tripulados D-21.

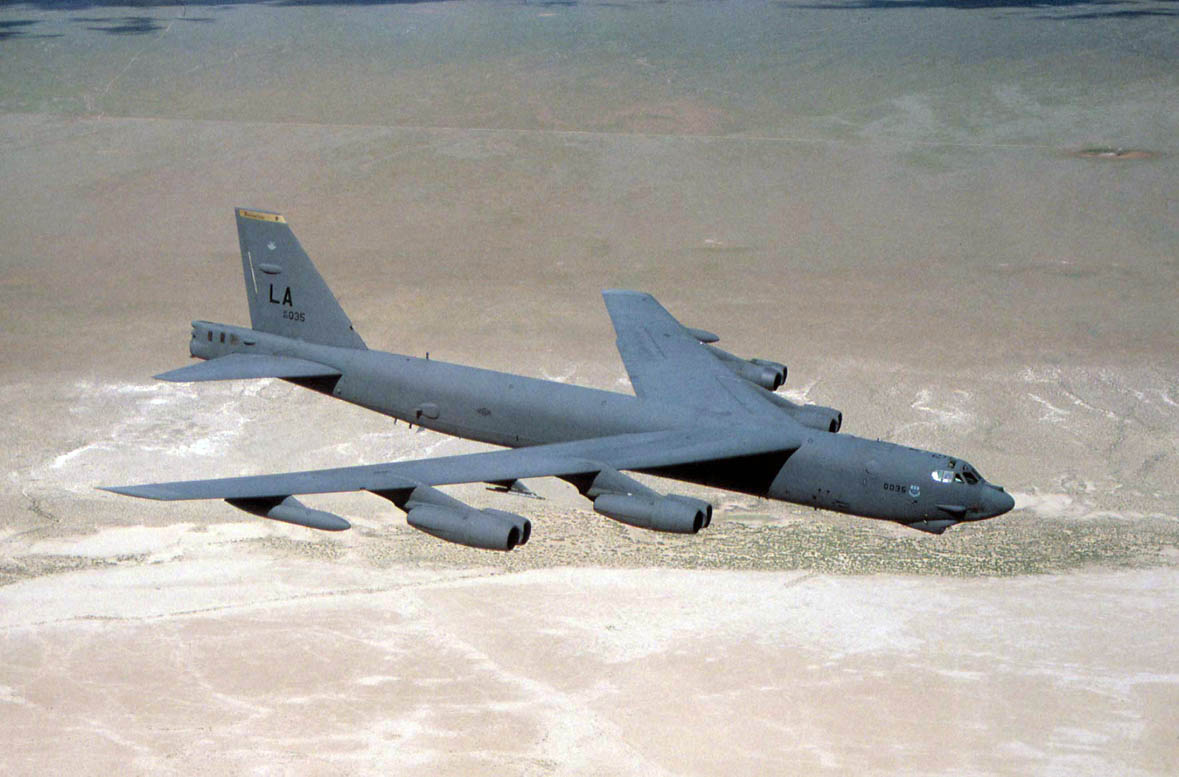
B-52H procedente de la Barksdale AFB volando sobre el desierto.

Los ataques de bombarderos B-52 fueron una parte importante en la Operación Tormenta del Desierto. Los B-52 realizaron unas 1620 incursiones, lanzando un 40 % de las armas soltadas por las fuerzas de la coalición, y solo sufrieron una pérdida (que no fue en combate) y algunos daños menores provocados por la acción del enemigo.
El 16 de febrero de 1991, bombarderos B-52G partieron de la Base de la Fuerza Aérea Barksdale en Luisiana hacia Irak, repostaron en vuelo, atacaron sus objetivos, y regresaron a su base. Con un trayecto de 35 horas y unos 22 500 kilómetros de ida y vuelta, esta acción supuso el récord de misión de combate a más larga distancia. En los meses posteriores, los B-52G operaron desde las bases de Yida, en Arabia Saudí; RAF Fairford, en el Reino Unido; Base Aérea de Morón, en España; y desde la isla de Diego García para llevar a cabo misiones de bombardeo a baja altitud. Después de las tres primeras noches, cuando las fuerzas de la coalición consiguieron la superioridad aérea y habían eliminado las armas antiaéreas que podrían haber derribado las aeronaves que vuelan a gran altura, los B-52 pasaron a realizar misiones a gran altitud. Lo cual redujo su efectividad, en comparación con el papel inicialmente jugado a baja cota.
Los ataques convencionales los llevaron a cabo grupos de tres bombarderos, con hasta 69 740 kg de bombas, cubriendo un área de 1,5 millas de largo por 1 milla de ancho. Los bombardeos desmoralizaron a las tropas defensoras iraquíes, gran parte de las cuales se rindieron con el comienzo de los ataques. En 1999, la revista de ciencia y tecnología estadounidense Popular Mechanics describió el papel jugado por el B-52 en el conflicto de la siguiente forma:

«El valor del Buff se puso de manifiesto durante la Guerra del Golfo y la Operación Zorro del Desierto. El B-52 apagó las luces en Bagdad.»

Durante el conflicto, varias fuentes afirmaron que se produjeron éxitos aire-aire iraquíes en la guerra del Golfo, incluyendo el lanzamiento de un misil Vympel R-27R por parte del piloto iraquí Khudai Hijab desde su MiG-29, que dañó un B-52G en la noche en la que comenzó la guerra. Sin embargo, la Fuerza Aérea de Estados Unidos se opone a esta pretensión, declarando que el bombardero (número de serie 58-0248) en realidad había sido dañado por fuego amigo, un misil antirradiación AGM-88 HARM que se había dirigido hacia el radar de control de tiro del arma de cola del B-52; el avión posteriormente fue renombrado In HARM's Way. Poco después de este incidente, el general George Lee Butler anunció que la posición de artillero en la tripulación del B-52 iba a ser eliminada, y las torretas de cola desactivadas permanentemente a partir del 1 de octubre de 1991.

### Ataques con misiles de crucero a Irak (1996 y 1998)

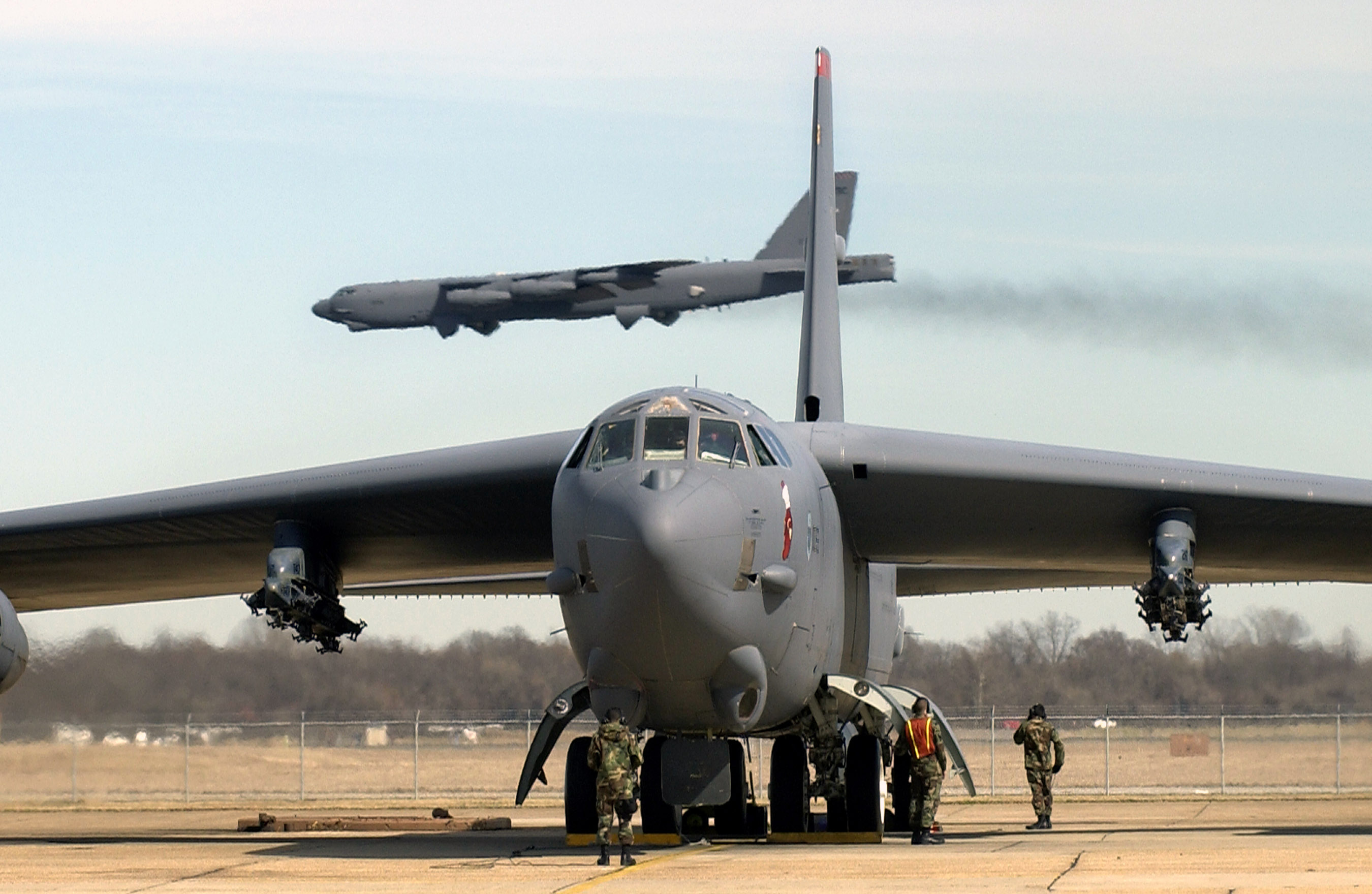
Un B-52 preparándose para despegar, mientras llega otro Stratofortress.

Desde mediados de los años 1990, el B-52H es la única variante que continúa en servicio militar; un B-52B, el Balls 8, fue usado por la NASA (uso civil) hasta el 17 de diciembre de 2004.
Entre el 2 y el 3 de septiembre de 1996, dos B-52H atacaron estaciones energéticas e instalaciones de comunicaciones en Bagdad, lanzando 13 misiles de crucero AGM-86C ALCM como complemento a los BGM-109 Tomahawk de la Armada, como parte de la Operación Ataque del Desierto. Fue una misión de ida y vuelta desde la Base de la Fuerza Aérea Andersen, en Guam, que recorrió 25 700 km y tuvo 34 horas de duración (batiendo nuevamente el récord a la distancia más larga jamás volada para una misión de combate). Solo dos días antes, las tripulaciones completaron los vuelos de 17 horas desde su base en Luisiana hasta Guam.
Las provocaciones iraquíes continuaron, y el 16 de diciembre de 1998 los estadounidenses y británicos iniciaron una serie de ataques más intensos bajo la Operación Zorro del Desierto. El 17 de diciembre, los B-52 hicieron su contribución con el lanzamiento de 90 misiles AGM-86C ALCM.

### Bombardeo de la OTAN sobre Yugoslavia (1999)
En marzo de 1999, la OTAN emprendió la Operación Fuerza Aliada para expulsar de Kosovo al Ejército de la República Federal de Yugoslavia. Seis B-52H con base en Barksdale (Luisiana) y Minot (Dakota del Norte) salieron de RAF Fairford (Inglaterra) como punta de lanza del ataque para lanzar misiles de crucero AGM-86C ALCM sobre objetivos estratégicos. Según varias fuentes, posteriormente realizaron bombardeos con bombas convencionales y de racimo sobre unidades el Ejército Yugoslavo.

### Operaciones en Afganistán (2001-2021)

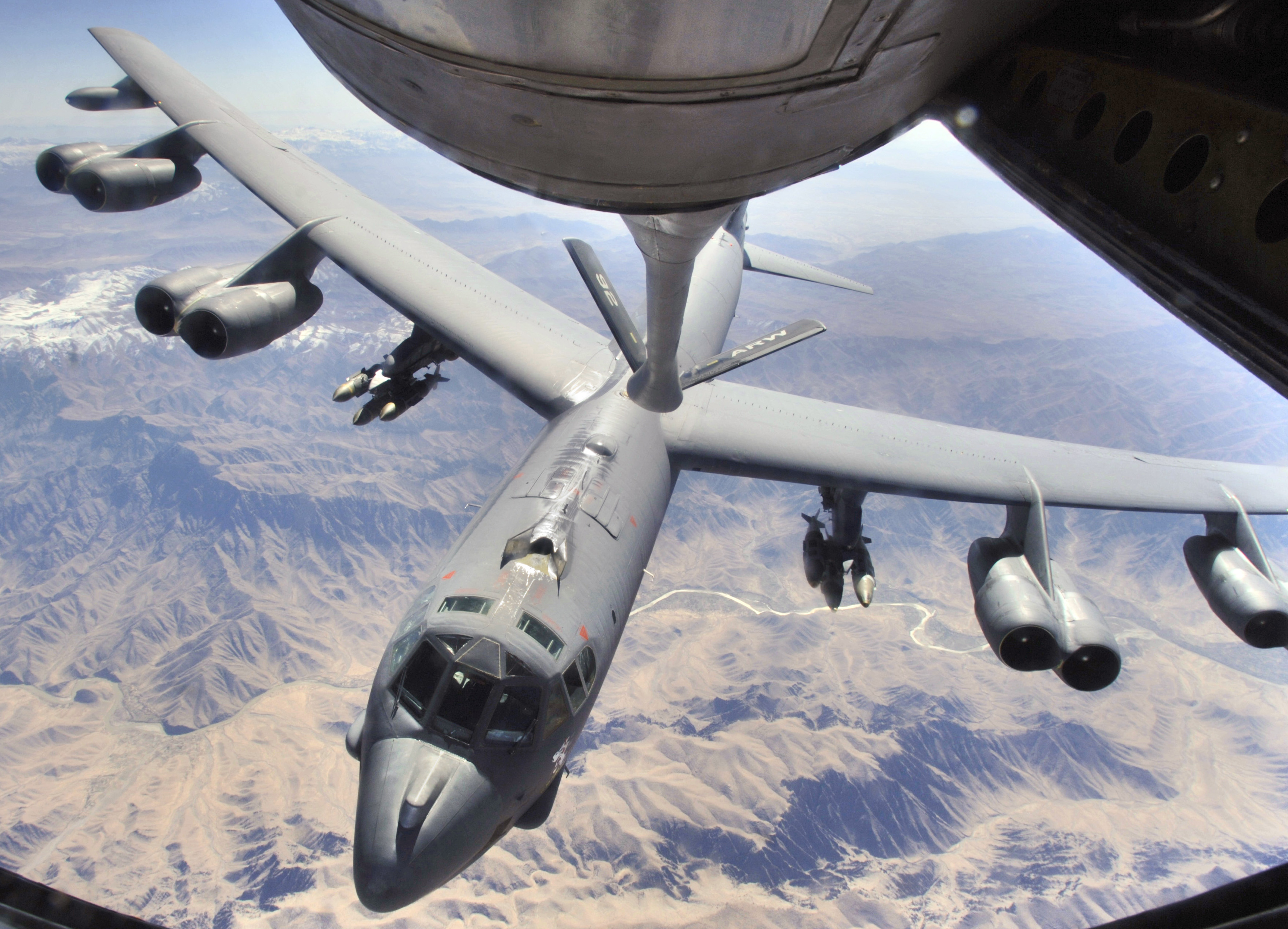
Un B-52H después de ser reabastecido en vuelo por un KC-135 Stratotanker sobre Afganistán.

El B-52 contribuyó a la Operación Libertad Duradera de 2001 en Afganistán, proporcionando la capacidad de sobrevolar muy por encima el campo de batalla y proporcionar apoyo aéreo cercano mediante el uso de bombas guiadas de precisión, una misión que previamente habría sido restringida a un caza o a un avión de ataque a tierra.

### Invasión de Irak y operaciones posteriores (2003-actualidad)
El B-52 también participó en la Operación Libertad Iraquí, que comenzó el 20 de marzo de 2003 en Irak. En la noche del 21 de marzo de 2003, los B-52H lanzaron al menos un centenar de misiles de crucero AGM-86C ALCM sobre el territorio iraquí.
En agosto de 2007, un B-52H que transportaba misiles de crucero AGM-129 ACM desde la Base de la Fuerza Aérea Minot a la Base de la Fuerza Aérea Barksdale para su desmantelamiento, fue cargado por error con seis misiles a los cuales no se le había retirado la cabeza nuclear. Las armas no salieron de la custodia de la USAF y fueron aseguradas en Barksdale.
En febrero de 2009, 90 de los 744 B-52 fabricados se mantenían operacionales con la Fuerza Aérea de los Estados Unidos. Cuatro de los 18 B-52H de la Base de la Fuerza Aérea Barksdale, que están siendo retirados, se encontraban en el «cementerio» de aviones del 309.º AMARG en la Base de la Fuerza Aérea Davis-Monthan a fecha de 8 de septiembre de 2008.

## Futuro

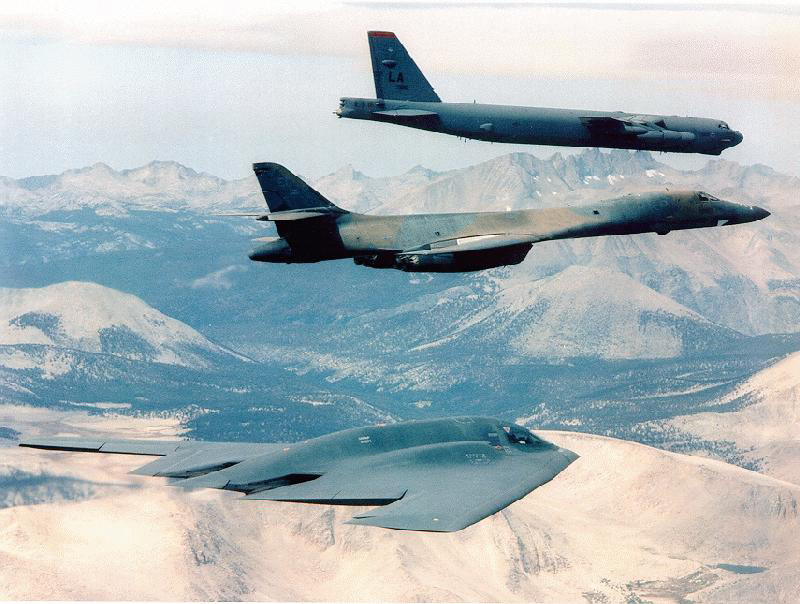
Un B-52 Stratofortress (arriba) junto a un B-1B Lancer (en el centro) y un B-2 Spirit (abajo).

A pesar de que la Fuerza Aérea de Estados Unidos trabaja en nuevos bombarderos programados para 2037, tiene la intención de mantener el B-52H en servicio por lo menos hasta 2040, cerca de ochenta años después de finalizar su producción. Se trata de una duración de servicio sin precedentes para un avión militar. Los B-52 son reformados periódicamente en los depósitos de mantenimiento de la USAF, como la Base de la Fuerza Aérea Tinker, en Oklahoma.
La USAF sigue confiando en el B-52 porque continúa siendo un bombardero pesado efectivo y económico, particularmente en el tipo de misiones que se han realizado desde el final de la Guerra Fría contra naciones cuyas capacidades de defensa aérea son limitadas. La capacidad del B-52 para mantenerse merodeando durante prolongados periodos de tiempo por encima del campo de batalla (o bien fuera de él), liberando bombas de precisión o de caída libre cuando sea preciso un ataque aéreo, ha sido un valioso recurso en conflictos como la Operación Libertad Iraquí de 2003.
La velocidad del B-1 Lancer y la capacidad furtiva del B-2 Spirit solo resultan útiles mientras no se destruyen las defensas aéreas enemigas, una tarea que se ha logrado con rapidez en los conflictos recientes. El B-52 cuenta con el porcentaje de disponibilidad operativa más alto de los tres tipos de bombarderos pesados empleados por la USAF. Considerando que en el año 2001 el B-1 tuvo un promedio de 53 % de disponibilidad, y el B-2 solo alcanzó un 26%, el B-52 registró un promedio de 80 %.
Adicionalmente, se ha propuesto una variante del B-52H, denominada EB-52. Esta versión sería el resultado de modificar y ampliar 16 aviones B-52H, incrementando sustancialmente sus capacidades de contramedidas electrónicas. Este nuevo avión le habría dado a la USAF la capacidad perturbadora aerotransportada de la que ha carecido desde la retirada del EF-111 Raven. El programa fue cancelado en 2005 después de que se retirara la financiación para el sistema de guerra electrónica, aunque fue reanudado en 2007, pero los fondos volvieron a ser cancelados a principios de 2009.
La flota de aviones B-52 Stratofortress en activo ha ido recibiendo un paquete de mejoras que incluye un dispensador rotativo de bombas para su bodega de bombas y un nuevo sistema electrónico compatible con el Link 16. Estos aparatos disponen de una estructura sólida y de contramedidas adecuadas para sobrevivir en entornos de combate actuales. En el futuro, los nuevos sistemas electrónicos y de comunicaciones permitirían a estos B-52 recibir los datos de puntería de otros aviones mucho más modernos, tanto para disparar bombas inteligentes JDAM como para misiles aire-tierra como el AGM-158 JASMM o para misiles aire-aire de alcance intermedio como los AMRAAM. El dispensador rotatorio les permitirá llevar estas bombas y misiles en el interior, prescindiendo de los puntos de anclaje externos que crean firma radar. Juntando su enorme capacidad de llevar armas, su enorme autonomía y la capacidad de repostaje en vuelo, estos B-52 pueden suponer una diferencia estratégica en muchas situaciones futuras.

## Accidentes

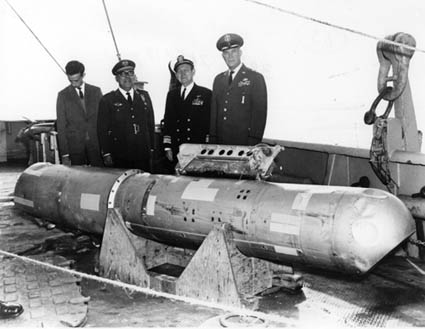
La bomba recuperada ocho días después de caer al mar durante el incidente de Palomares, 1966.

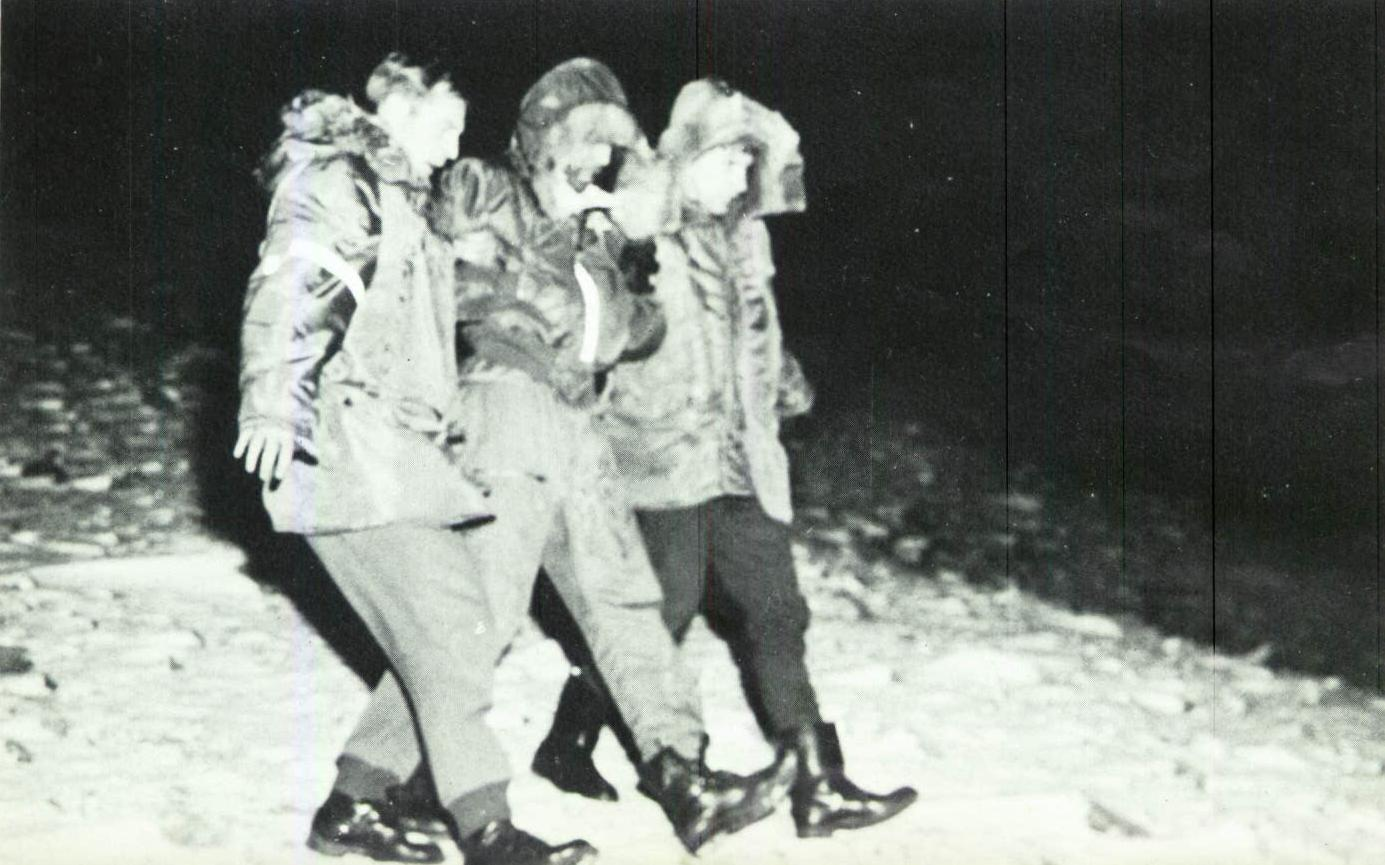
Rescate del artillero del B-52G que se eyectó del avión antes de que se estrellara en la Bahía de Baffin, Groenlandia, 1968.

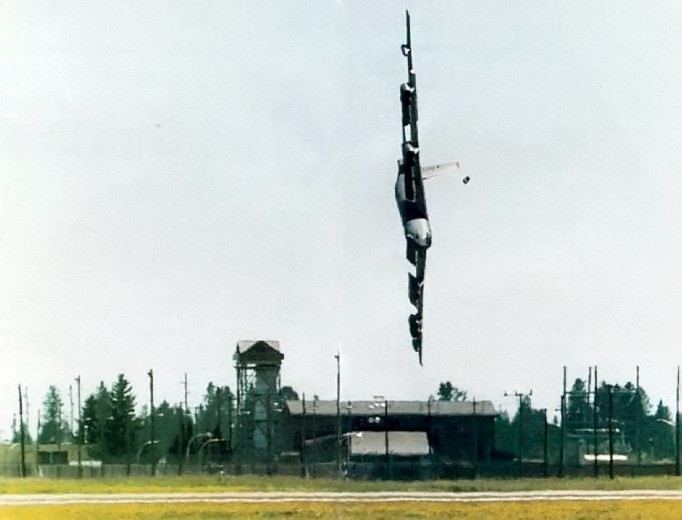
El B-52H Czar 52 antes de estrellarse en la Base de la Fuerza Aérea Fairchild; cerca de la punta de la cola se ve la trampilla de evacuación desprendida durante la secuencia de eyección del copiloto, 1994.

- El 11 de febrero de 1958, un B-52D se estrelló en Dakota del Sur debido a que el hielo bloqueó el sistema de aprovisionamiento de combustible, lo que condujo a una incontrolable reducción de energía en los ocho motores. Tres miembros de la tripulación perdieron la vida.[138]

- El 24 de enero de 1961, un B-52G se desintegró en el aire y se estrelló después de sufrir una grave pérdida de combustible, cerca de Goldsboro, Carolina del Norte, dejando caer dos bombas nucleares en el proceso, sin que se produjera su detonación.[139]

- El 14 de marzo de 1961, un B-52F de la 70.ª Ala de Bombardeo que transportaba dos armas nucleares experimentó una descompresión incontrolada que le obligó a descender a 10 000 pies con el fin de reducir la altitud en cabina. El aumento de consumo de combustible a baja altitud, junto con la incapacidad para encontrarse con un avión cisterna a tiempo, hizo que el avión se quedara sin combustible. La tripulación abandonó la aeronave mediante los asientos eyectables, mientras la aeronave incontrolada se estrelló 24 km al oeste de Yuba City, California.[140]

- El 24 de enero de 1963, un B-52C que realizaba una misión de entrenamiento en las proximidades de la Base de la Fuerza Aérea Westover, Massachusetts, sufrió problemas y se estrelló en la ladera del Monte Elephant cerca de Greenville, Maine. De los nueve hombres que iban a bordo del avión, solo dos sobrevivieron al accidente.[141]

- El 13 de enero de 1964, un B-52D que transportaba dos bombas nucleares sufrió un fallo estructural en pleno vuelo que le causó la pérdida de una sección de la cola. Cuatro tripulantes se eyectaron de la aeronave satisfactoriamente antes de que el avión se estrellase cerca de Cumberland, Maryland; en cambio otro falleció en el avión porque fue incapaz de accionar el asiento eyectable. Posteriormente dos de los tripulantes fallecieron en tierra por hipotermia. Las dos armas fueron recuperadas.[142]

- El 17 de enero de 1966 ocurrió una colisión en vuelo entre un B-52G con armas nucleares y un avión cisterna KC-135 Stratotanker que lo intentaba reabastecer sobre Palomares, Almería, España. El KC-135 resultó completamente destruido al incendiarse su carga de combustible, lo que provocó la muerte de los cuatro tripulantes. El B-52G se desintegró en parte, murieron tres de los siete tripulantes, ya que no tuvieron tiempo de eyectarse como los supervivientes, y las bombas B-28 de 1,5 megatones que portaba cayeron sobre tierra y mar.[143] Dos de las bombas no explosionaron y finalmente se recuperaron; en cambio el impacto contra el suelo de otras dos bombas provocó la detonación de la carga convencional que portan para iniciar la reacción nuclear, dispersando en los alrededores el plutonio y uranio radioactivo de las bombas, pero sin provocar la explosión nuclear. Después del accidente, parte de la tierra contaminada fue enviada a Estados Unidos.[144] Para más información véase: Incidente de Palomares.

- El 21 de enero de 1968, un B-52G que volaba sobre la Bahía de Baffin con cuatro bombas atómicas a bordo como parte de una misión de alerta de la Operación Chrome Dome de la Guerra Fría, se estrelló en el hielo de North Star Bay mientras intentaba realizar un aterrizaje de emergencia en la Base Aérea Thule, en Groenlandia, después de que se declarara un incendio en la cabina. Seis de sus siete tripulantes se eyectaron, el otro falleció.[145] En el lugar del impacto el incendio dejó una gran contaminación radioactiva, cuya limpieza duró meses.[55] Por el poco tiempo transcurrido desde el incidente de Palomares, los costes de limpieza y las consecuencias políticas, se consideró un alto riesgo que volviera a pasar algo similar, así que el Mando Aéreo Estratégico interrumpió las operaciones de alerta Chrome Dome después de este accidente.[146][147]

- El 31 de marzo de 1972, un B-52D, número de serie 56-0625, procedente de la Base de la Fuerza Aérea McCoy, en Florida, salió en una misión de entrenamiento rutinaria sin armamento. Al poco de despegar, comenzaron a desatarse múltiples fallos e incendios en los motores n.º 7 y 8 del aparato. El avión intentó regresar a la base inmediatamente, pero se estrelló en un área residencial de Orlando, Florida, aproximadamente 1 milla al norte de la base, destruyendo o dañando ocho viviendas. Fallecieron los siete miembros de la tripulación del bombardero y un civil.[148]

- El 16 de octubre de 1984, un B-52 impactó con las alas en las rocas de Hunts Mesa en Monument Valley, Arizona, y se estrelló formando una bola de fuego en el aire. En el primer impacto a pocos metros del suelo se eyectaron seis de los siete tripulantes, pero al final, murieron dos de ellos y los otros cinco resultaron gravemente heridos.[149]

- El 24 de junio de 1994, un B-52H, número de serie 61-0026 y apodado Czar 52, se estrelló en la Base de la Fuerza Aérea Fairchild, Washington, durante el vuelo de prácticas para una exhibición aérea. Los cuatro tripulantes que iban a bordo fallecieron en el accidente.[150] Para más información véase: Accidente del B-52 en la Base Aérea de Fairchild.

- El 21 de julio de 2008, un B-52H, número de serie 60-0053, desplegado desde la Base de la Fuerza Aérea Barksdale, Luisiana, a la Base de la Fuerza Aérea Andersen, Guam, se estrelló aproximadamente a 40 km frente a la costa de Guam. Fallecieron las seis personas que iban a bordo; cinco eran los tripulantes y el otro era un cirujano de vuelo.[151]

## Cultura popular
El B-52 ha aparecido en varias películas importantes; de forma destacada en las siguientes: Bombers B-52 (Bombarderos B-52,1957), A Gathering of Eagles (Nido de águilas o Águilas al acecho, 1963), Dr. Strangelove or: How I Learned to Stop Worrying and Love the Bomb (¿Teléfono rojo? Volamos hacia Moscú, 1964), y By Dawn's Early Light (Misiles al amanecer, 1990). Aunque en el libro "Fail-Safe" es el protagonista, en la película (titula en España Punto límite) usaron un Convair B-58 Hustler. 
También ha aparecido en numerosas novelas, como en la mayoría de las primeras novelas de Patrick McLanahan escritas por Dale Brown.
En la serie "Seven Days" de la UPN (capítulo 11), unos terroristas piratean la red estadounidense y comunican una orden de ataque falsa a un escuadrón de B-52 para que bombardee una base norteamericana en Arabia Saudí.
Aparece en el videojuego Call of Duty: Black Ops como racha de bajas en el modo multijugador.
Un peinado de los años 1960, denominado «beehive» («colmena»), también es conocido como «estilo B-52» debido a su parecido con el distintivo morro del bombardero. La popular banda The B-52's posteriormente tomó su nombre de este peinado.

## Especificaciones (B-52H)
Referencia datos: Knaak, USAF fact sheet, Quest for Performance, Baugher.

### Características generales
- Tripulación: Cinco (piloto, copiloto, navegante, navegante de radar/bombardero y oficial de guerra electrónica) Perfil de un B-52H.
- Carga: 31 500 kg
- Longitud: 48,5 m (159,1 ft)
- Envergadura: 56,4 m (185 ft)
- Altura: 12,4 m (40,7 ft)
- Superficie alar: 370 m² (3982,8 ft²)
- Perfil alar: NACA 63A219.3 en raíz, NACA 65A209.5 en punta
- Peso vacío: 83 250 kg (183 483 lb)
- Peso cargado: 120 000 kg (264 480 lb)
- Peso máximo al despegue: 220 000 kg (484 880 lb)
- Planta motriz: 8× turbofán Pratt & Whitney TF33-P-3/103.
  - Empuje normal: 75,6 kN (7711 kgf; 17 000 lbf) de empuje cada uno.
- Capacidad de combustible: 181 610 l

### Rendimiento
- Velocidad máxima operativa (Vno): 1046 km/h (650 MPH; 565 kt) (Mach 0,86)
- Alcance: 14 162 km (7647 nmi; 8800 mi)
- Alcance en combate: 7210 km
- Alcance en ferry: 16232 km
- Techo de vuelo: 15 240 m (50 000 ft)
- Régimen de ascenso: 31,9 m/s (6270 ft/min)
- Carga alar: 586 kg/m² (120 lb/ft²)
- Empuje/peso: 0,31Boeing B-52H con su armamento.

### Armamento
- Cañones: 1× M61 Vulcan de 20 mm en una torreta de cola por control remoto (actualmente retirada de los aviones en servicio).
- Puntos de anclaje: bodega interna y 4 pilones subalares con soporte múltiple con una capacidad de 31 500 kg, para cargar una combinación de:  
  - Bombas: 

    - Bombas guiadas: 12× JDAM (GBU-31/32/38) o AGM-154 JSOW en los soportes externos.
    - De caída libre
      - Nucleares: B61 (máx. 300 kt) o B83 (1200 kt).
      - Convencionales:
        - 45× Mk 82 (500 lb o 227 kg).
        - Mk 84 (2000 lb o 907 kg).
        - 30× M117 (750 lb / 340 kg).

      - Minas: diferentes tipos, desde Mk 62 (500 lb) a Mk 65 (2000 lb).
      - Bombas de racimo: 30× de diferentes tipos:
        - CBU-87 CEM (cada una con 202 bombas de fragmentación) o
        - CBU-89 Gator (cada una con 72 minas antitanque y 22 antipersona) o
        - CBU-97 SFW (cada una con 40 proyectiles perforadores de blindaje) o
        - CBU-107 PAW (cada una con 3750 clavos metálicos).

  - Misiles: 

    - Nucleares:
      - 20× AGM-86B ALCM (12 externos y 8 internos).
      - 12× AGM-129 ACM en los soportes externos.

    - Convencionales:
      - 8× AGM-84 Harpoon o AGM-142 Have Nap
      - 20× AGM-86C ALCM (12 externos y 8 internos).
      - 12× AGM-158 JASSM en los soportes externos.

  - Otros: 

    - Contramedidas: chaff y bengalas

### Aviónica
- Sistema de visión electro-óptico (EVS) que usa sensores infrarrojo de barrido frontal (FLIR) de siliciuro de platino y televisión de bajo nivel de luz.[161]
- Sniper Advanced Targeting Pod.[162]

## Aeronaves relacionadas

### Desarrollos relacionados
- Boeing B-47 Stratojet

### Aeronaves similares
- Convair B-36
- Convair YB-60
- Avro Vulcan
- Handley Page Victor
- Myasishchev M-4
- Myasishchev M-50
- Tupolev Tu-95

### Secuencias de designación
- Secuencia Numérica (interna de Boeing): ← 400 - 450 - 451 - 464 - 466 - 474 - 479 →
- Secuencia B-_ (Bombarderos del USAAC/USAAF/USAF, 1926-1962): ← YB-49 - B-50 - XB-51 - B-52 - XB-53 - B-54 - XB-55 →
- Secuencia R-_ (Aviones de Reconocimiento de la USAF (Prefijo R-), 1948-1962): R-11 - R-12 - R-16